# Мокасины

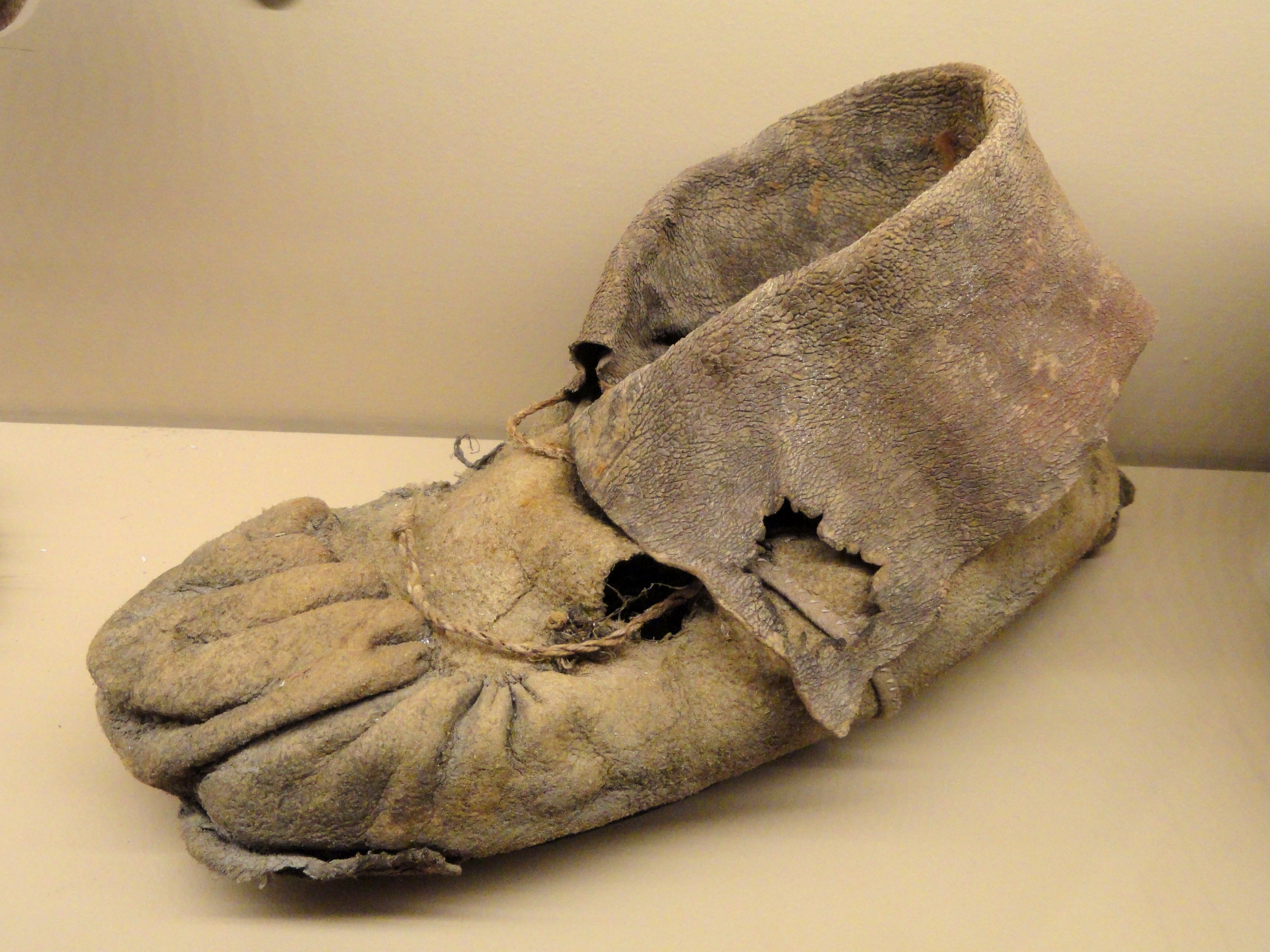
Мокасин из пещеры Промонтори I, Юта, 1225—1275 гг. Шкура бизона шерстью внутрь

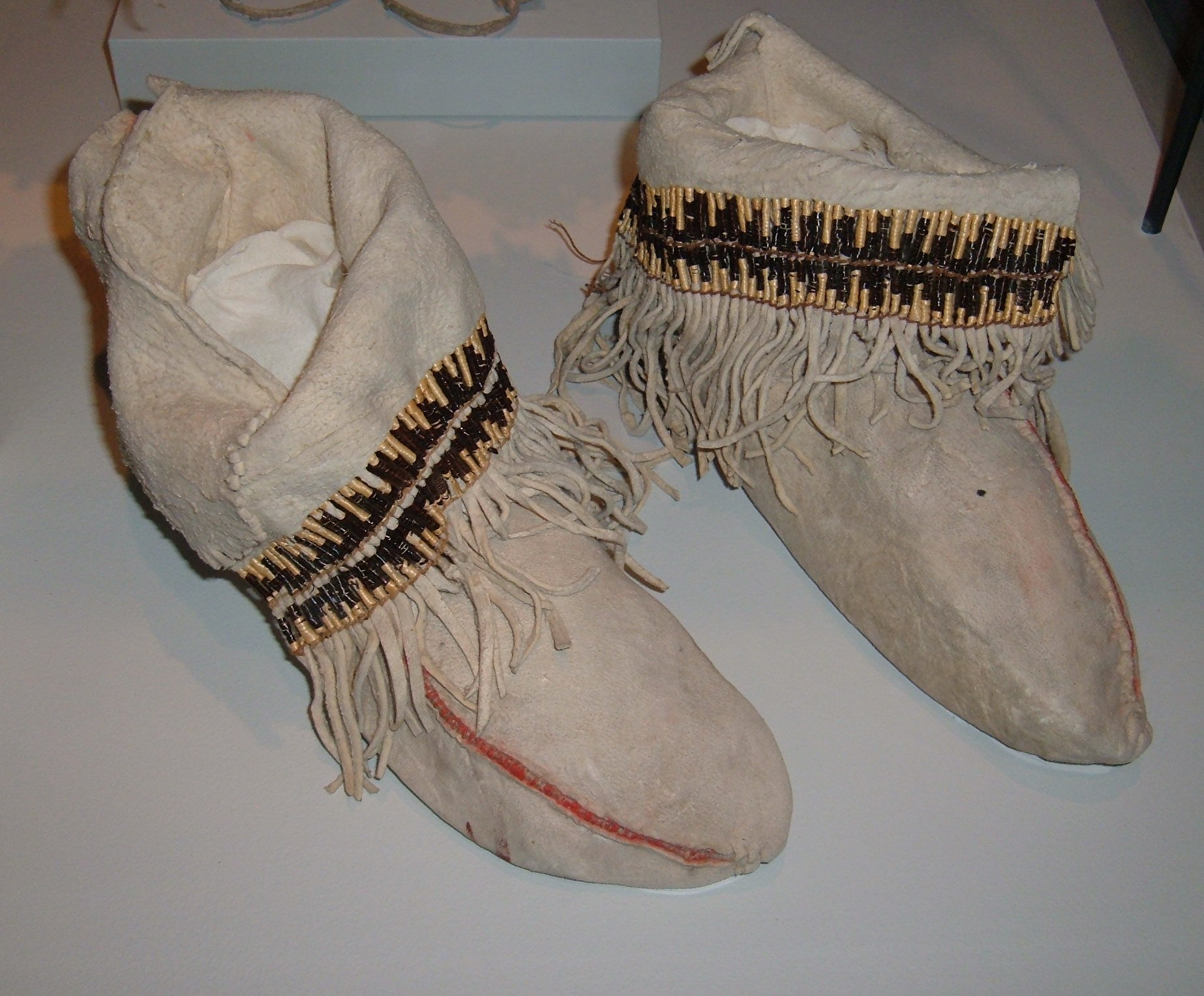
Мокасины хупа, украшенные обмоткой из травы. Конец XIX в.

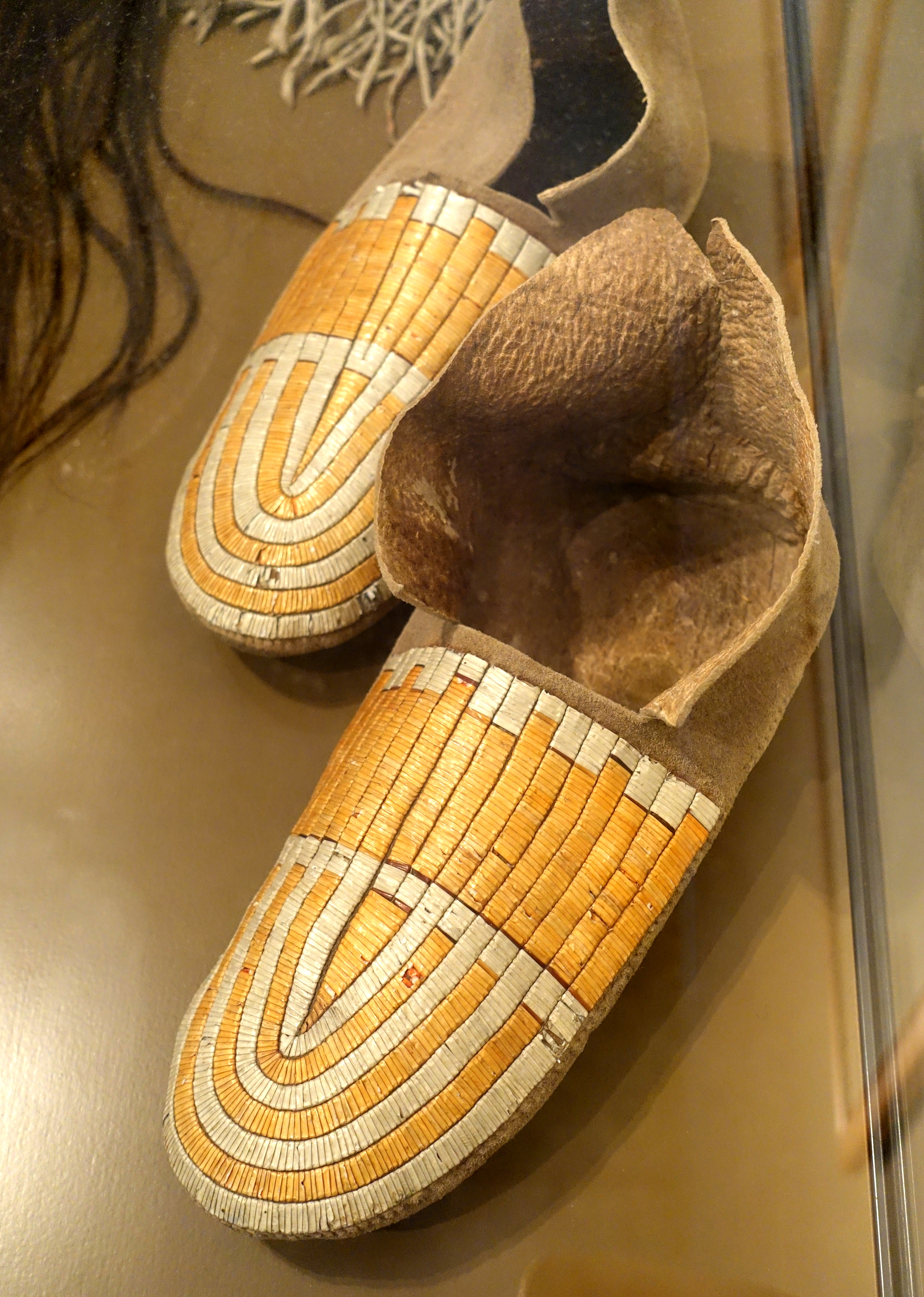
Мокасины с боковым швом, украшенные иглами дикобраза. Кроу, 1830 г.

Мокаси́ны (англ. moccasins) — обувь североамериканских индейцев, название которой восходит к протоалгонкинскому слову maxkeseni «обувь». К европейцам оно попало из восточноалгонкинской языковой группы. Сейчас этот термин относится, скорее, к этнической принадлежности, а не к конструктивным особенностям обуви, так как этим названием объединяются довольно разнообразные варианты обуви индейцев. Кроме того, обувь аналогичных покроев имелась и имеется у многих народов мира.
В доколониальные и колониальные времена мокасины использовались индейцами почти на всей территории нынешних США и Канады. Они были менее распространены в Калифорнии, на северо-западном побережье, на Плато, где не только в тёплое время предпочитали ходить босиком, но и зимой, используя мокасины лишь для защиты ног от грубой земли и в сильные морозы. На Юго-Западе США в древности использовали плетёные и кожаные сандалии. Различную плетёную обувь применяли и на Юго-Востоке, где кожаные мокасины, видимо, стали распространяться только около 1000 лет назад. И также по всей южной части материка часто предпочитали ходить босиком, причём для женщин ношение мокасин было ещё менее характерно. Мокасины использовались и европейскими поселенцами, особенно охотниками, трапперами, исследователями и др.
У разных племён были свои традиционные способы покроя мокасин. Изначально использовалась только сыромятная кожа оленя, лося, бизона, реже — бобра или других животных, но довольно рано индейцы также стали применять и покупные дублёные кожи. Европейские поселенцы, например во французской Канаде, тоже стали предпочитать более прочную телячью кожу. Первоначально мокасины шили только при помощи шила или проколки жильными нитками, растительными волокнами, кожаными нитками и ремешками или же использовали иглы из кости, кованой меди. Применяли также иглы дикобраза и шипы растений. Позже появились стальные иглы и фабричные нитки.
Определённое сходство с североамериканскими индейскими мокасинами имеет традиционная обувь патагонцев, араукан и индейцев Огненной Земли (она) в Южной Америке. Кожаные мокасины применяли индейцы майя. Похожая обувь имеется также у народов Севера и Дальнего Востока, Европы и Кавказа, Китая, и других регионов Старого Света. Мокасины Юго-Запада имеют соответствия на севере Африки.

## Традиционные названия
- Алгонкинские языки: протоалгонкинский — maxkeseni (обувь)[2]; повхатаны — mäkäsĭn[3]; алгонкины центрального побережья Атлантики — mockasin[4]; алгонкины юга Новой Англии — makkusin[4]; манси-делавары[англ.] и унами-делавары — mahkusin[4], lënhàksën[5]; нарагансеты — mokussin[6]; массачусеты — mohkisson[6]; микмаки — m’kusin[7]; оджибве (чиппева) — makisin[3], ma´kizĭn[8], makizinan[9]; кри — maskisin(a), pakaykin pakissinnah[9]; черноногие — niitsitsikin[9]; шайенны —ôxa'ôhévo’kêhanôtse, ôxa'ôhévo'êhanôtse; гро-вантры — bi-da-onna[9].
- Ирокезские языки: сенеки — ah-tä-quä-o-weh (эйхтакуаовех)[10]; онайда — ahtaˀu·wé, ahtaˀu·(wé)[11]; тускарора — oo-chee-Koh-reh (обувь)[12]; чероки — tsutsawodi (dilasulo), utsawodi (dilasulo) мн. ч. / utsuwodi (alasulo), ед. ч.[13][14]
- Сиуанские языки: во всех дакотских языках — hán-pa[15]; дакота — hanpikceka[9], haŋ'-pa[16], caŋhaŋpa (обувь)[17]; лакота — hanbikceka [haNbʔikc^eka][18], hanpa ksupi[9] (где haN’pa — обувь; wizi-haNpa — мокасин, сделанный из старой покрышки типи)[18]; накота и ассинибойны — habe[9]; кроу — huuptaheele[9]; манданы — whoba xknockbe[9]; катоба — w-te[19].
- Атапаскские языки: сарси — ka tii[9].
- Мускогские языки: чокто — shulush (обувь)[20].

## Особенности покроя

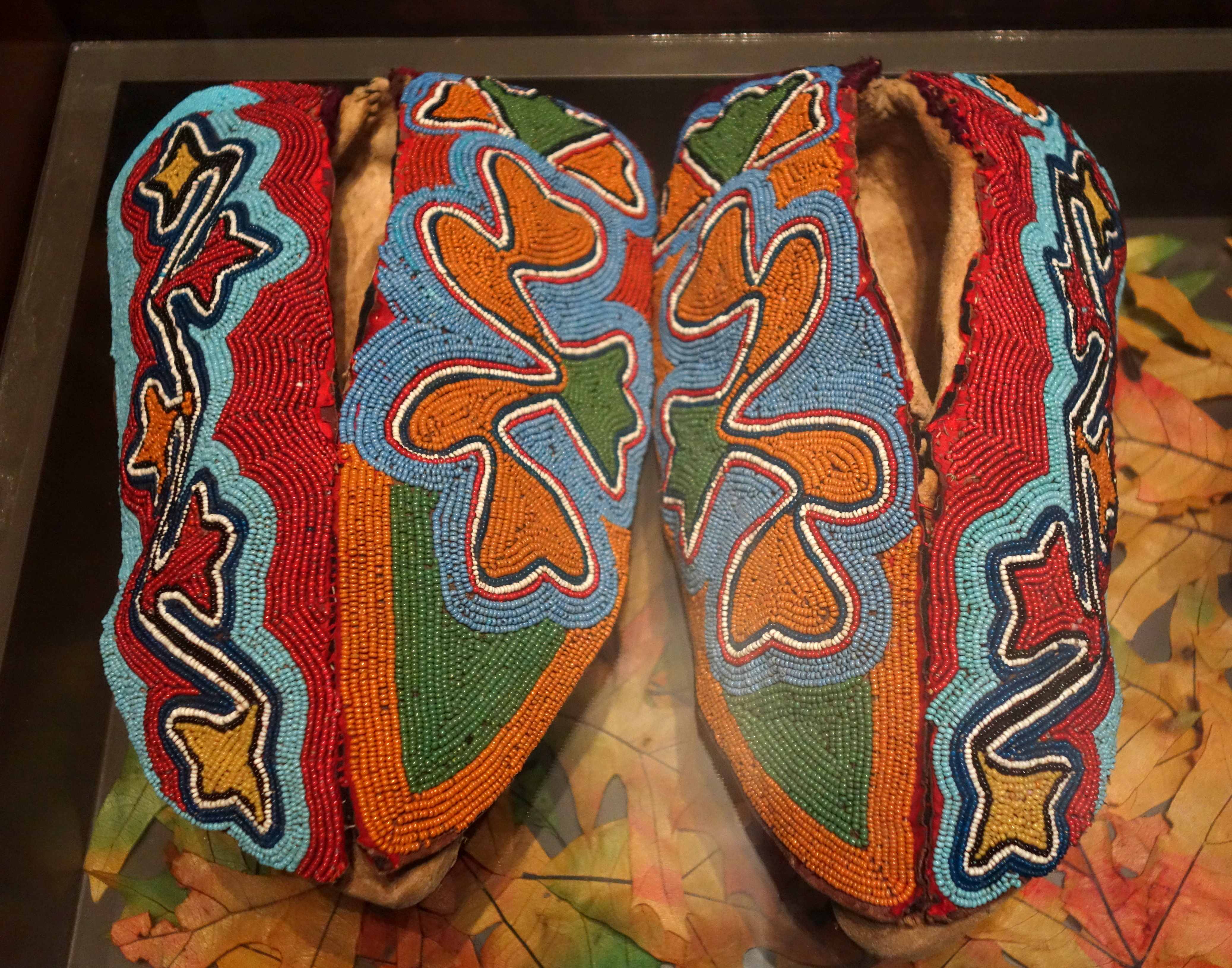
Мокасины потаватоми с расшитыми бисером отворотами, 1870—1906 гг.

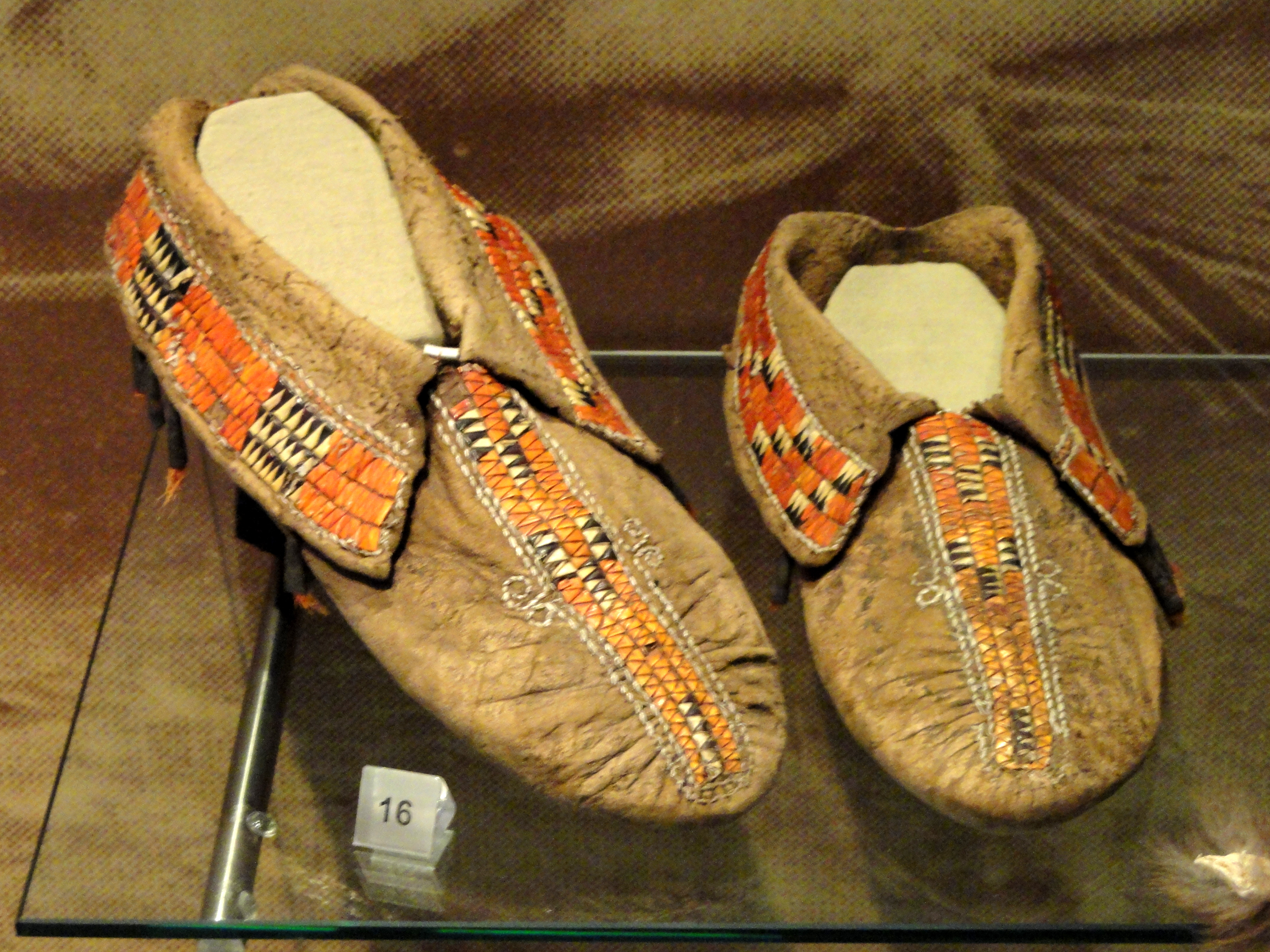
Цельнокроеные мокасины с центральным швом, украшенные иглами дикобраза, Восточный Вудленд, XVIII или нач. XIX в.

### Мокасины с мягкой подошвой
Изначально на всей территории Северной Америки, включая Великие равнины и Юго-Запад, мокасины изготовляли полностью из мягкой замшевидной сыромятной кожи (англ. buckskin, deerskin), лишённой лицевой поверхности. Кожа ориентировалась бахтармой внутрь. Выкройки и, соответственно, готовые изделия у разных племён различались конструкцией, мелкими деталями и орнаментацией, хотя это не исключает использования в одном племени разных видов мокасин, так как со временем менялись предпочтения и прибегали к заимствованиям. Кроме того, каждая пара мокасин обычно имеет свои особенности.
Чаще полностью или за исключением мелких деталей мокасины кроились из одного куска материала. Архаичным или старым стилем является широко распространённый у лесных восточных племён, в меньшей степени на равнинах (восточные сиу) и также известный в Калифорнии и на северо-западном побережье простейший вариант мокасина с одним вертикальным швом, образующим складки (мелкие или очень крупные) посредине подъёма (puckered-center-seam style). Сзади проходит второй шов.
Мокасины совсем примитивной конструкции состояли из двух кусков кожи с простым швом, проходящим по всей длине подошвы и вверх по передней и задней части стопы. Их носили в основном младенцы и старые женщины. Их делали также из одеяла, чтобы носить под сморщенными мокасинами (см. ниже) для дополнительного тепла. Женщины обычно имели их запас.
Лиллуэты, нутка, чероки, семинолы, алабамы, крики мокасины с центральным швом чаще сшивали не жилами, а кожаными ремешками. При этом вместо узелка на самом носке остаётся гладкий или нарезанный зубчиками расширенный кончик ремешка. На Юго-Востоке подошвы мокасин могли покрывать для защиты древесной смолой. Именно такие мокасины племён Юго-Востока называют «болотные мокасины».
Мокасины с центральным швом до середины XVIII в. носили апачи. Они сохранились для обрядового танца у навахо и как церемониальные («medicine moccasin») — у кайова и осейджей. Последние сшиваются всего лишь через четыре пары отверстий спереди и две пары сзади с помощью кусков грубых жил. В разных кроях центральный шов или расположен только по подъёму, или несколько заходит спереди на подошву. Модоки мокасины с центральным швом ещё и оформляли обрубленным носком, то есть делали перпендикулярный основному шов на месте отрезанного кончика носка (только на летних мокасинах). Мокасины куапо, виннебаго и женские оседжей, однако, имеют шов, лишь частично заходящий на подъём, но проходящий по подошве и пятке. Позже старинный стиль часто стал заменяться мокасинами других покроев.
На северных и центральных равнинах, а также в лесной зоне и на Плато у многих племён издревле применялись «мокасины с боковым швом», то есть выкроенные из одного куска мягкой кожи и имеющие боковой шов, проходящий по носку и далее только с наружной стороны к пятке. Они чаще имели цельнокроеный язычок, но он мог быть также пришивным или вообще отсутствовать. Считается, что под влиянием европейской обуви именно мокасины с боковым швом стали образцом для мокасин с твёрдой подошвой (в основном на равнинах и Плато). Мягкие мокасины старого типа с боковым швом не исчезли из употребления. Так, у черноногих они получили название «настоящие мокасины». Этот покрой сохранился и для зимних мокасин, сделанных мехом внутрь.
На северных равнинах и Плато был известен также тип мокасин с пришивной подошвой из мягкой кожи. То есть они шьются из двух кусков кожи двусторонним боковым швом. Подошва у них или плоская, или же корытцем, когда пришивной шов поднимается вверх от носка до задника примерно на треть высоты обуви. На подошвенную часть иногда бралась такая же кожа, но толще.
Существуют и другие виды выкроек и способов их сшивок, у которых есть и традиционные названия. Если центральный шов не достигает носка, а оканчивается маленьким поперечным швом, от которого вперёд идут крупные складки, похожие на птичий хвост, то это стиль «мокасин куропатки», «куропатка» или «рябчик». Когда центральный шов сверху дополнен небольшой вставкой из кожи или, например, бархата, переходящей в язычок, то это стиль «кроличий нос». Такой вставкой может дополняться и шов типа куропатка. Если центрального шва нет вообще, а вставка большая и широкая, то это стиль «бобровый хвост». Вставка может покрывать и весь подъём мокасина. Кроме того, вставка бывает узкой, а вокруг неё имеются или крупные, или мелкие складки. Есть мнение, что от мокасин с центральным швом и куропатка даже происходит название племени оджибве — «сборчатые», «сморщенные». Именно к типам с различными по величине передними вставками и сборчатым носком (по-другому, присборенный носок, с защипами, с плиссировкой) относится большая часть мокасин используемых в лесных регионах. Они были в племенах восточных лесов, на Плато, на тихоокеанском побережье, у атабасков Канады и Аляски.
Пяточный шов также может быть простым вертикальным или Т-образным, более облегающим. У некоторых племён этот шов не доходит до самого верха горловины, оставляя разрез. Иногда при кройке необходимо было делать и дополнительные швы, поэтому, например, появлялись мокасины с несколькими швами, идущими снизу по поверхности подошвы. При необходимости мокасины могли даже собирать и из случайных мелких кусков кожи.
Многие мокасины имеют лодыжечные (голеностопные) клапаны — загнутые вниз декоративные отвороты. Они могли быть сзади сплошными или разрезными. Обычно отвороты пришиты отдельно, но у очень низких, похожих на тапочки, мокасин они образованы просто загибом горловины. У атабасков Канады отвороты часто делались с медвежьим мехом вокруг горловины. Отвороты могут быть и матерчатыми. Некоторые отвороты прикрывают почти весь или весь подъём: у потаватоми они вытянуты вперёд, или у них же и у виннебаго вывернуты вперёд в форме сплошного прямоугольного фартука.
Племена, переселённые с восточных лесных регионов на Индейскую территорию, расположенную на равнине, продолжали придерживаться своих традиционных покроев мокасин. И даже перешедшие на жёсткие подошвы племена равнин продолжали эпизодически использовать мокасины с мягкой подошвой. В том числе и для детской обуви, как, например, команчи.
Шьются мокасины швами внутрь, швом через край, но передняя вставка сборчатых мокасин традиционно имеет выступающий наружу шов. Хотя имеются варианты пришивки вставки с наложением её поверх или снизу. Также у таких мокасин с пришивной мягкой подошвой внутренний шов может быть продублирован в передней части, где он ближе к земле, ещё и наружным швом.

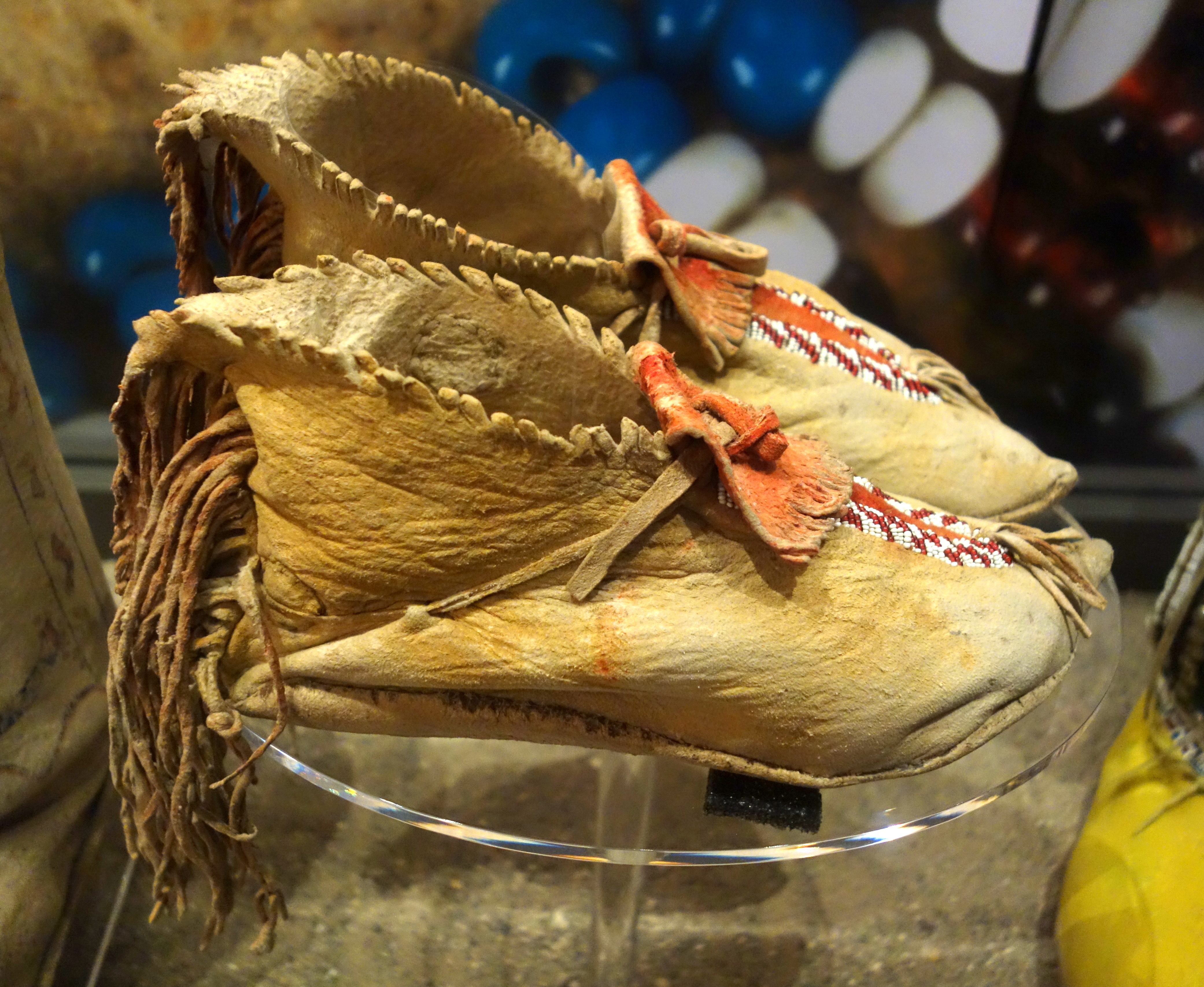
Мокасины апачей с клиновидной вставкой, 1880 г.

### Мокасины с жёсткой подошвой

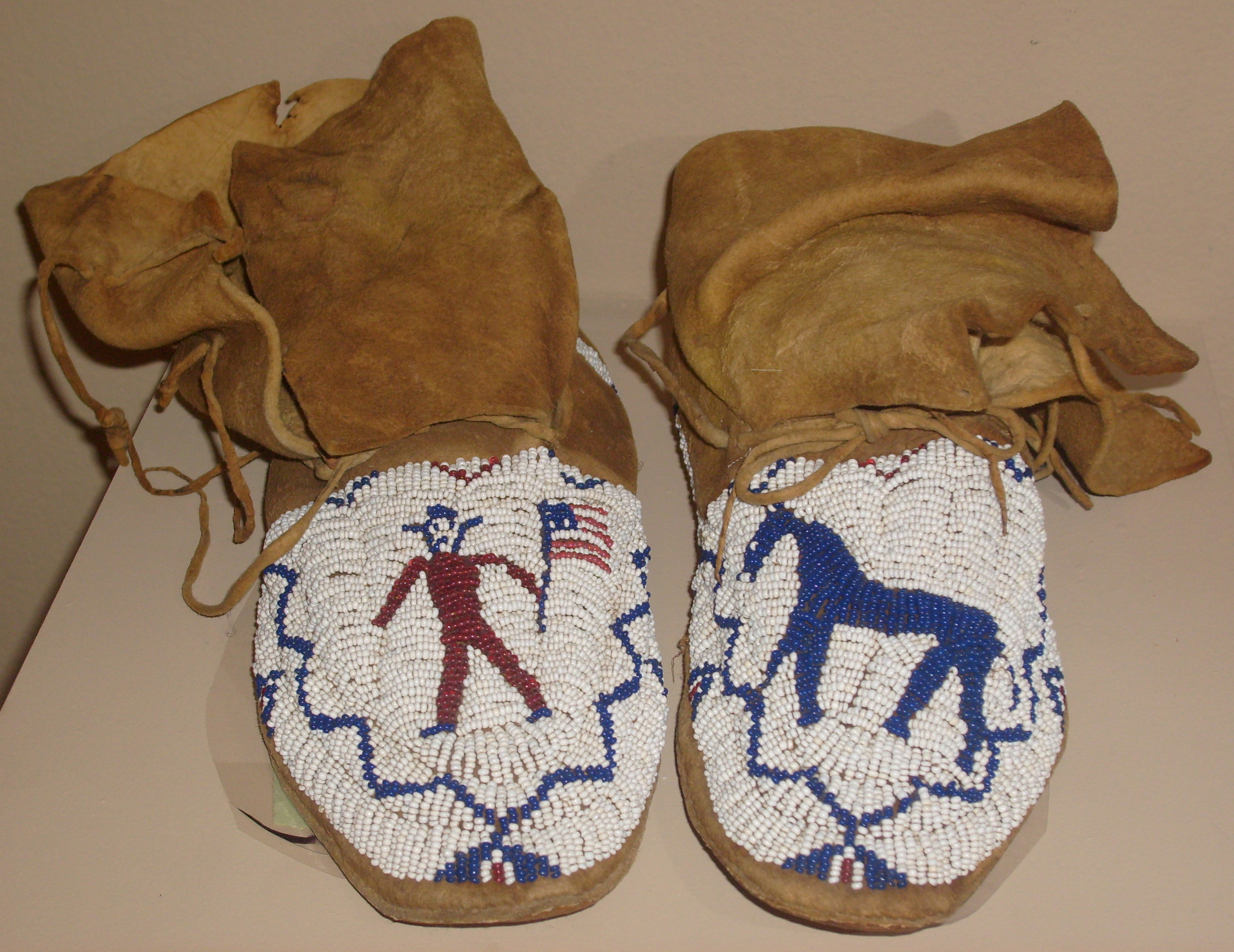
Мокасины с жёсткой подошвой восточных шошонов, расшитые бисером

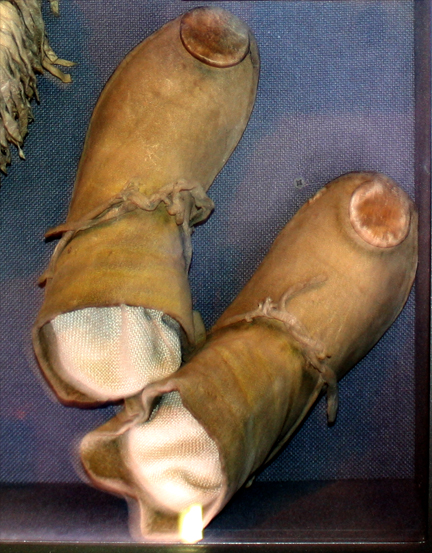
Мокасины чирикауа-апачей с кикерами. Ок. 1890 года

В 30—40 годы XIX века на равнинах отмечаются мокасины с жёсткой подошвой, а именно — на юге, у команчей. К 50-м годам XIX века они стали повсеместными, когда широко распространились стальные иглы, шила и ножи. На северных равнинах, в том числе у метисов, а также у лесных оджибве они вошли в обиход в 50—60 годы. Жёсткие подошвы делали из более грубой сыромяти (англ. rawhide; фр., англ. parfleche), сохраняющей лицевую поверхность (которая ориентирована внутрь мокасина). Она, однако, всё же достаточно мягка и тонка (около 3 мм), так как шьются мокасины с изнанки, а затем выворачиваются с помощью дощечки или только руками. Необработанную, сырую, кожу не применяли. Такую кожу специально не коптили. Если подошвы вырезаются из старых парфлешей, тогда на их наружной (реже на внутренней) поверхности могут оставаться фрагменты цветного орнамента. Иногда по шву между жёсткой подошвой и верхом прокладывается полоска мягкой кожи — рант. Считается, что это делает шов более герметичным. Существует так и не доказанное мнение, что формы подошв (именно жёстких) у разных племён различалась, что могло бы их идентифицировать по следам.
Видимо, не было распространено латание протёртых мокасины с мягкой подошвой, но некоторые индейцы после того как мокасин протрётся, пришивали твёрдую подошву, например, модоки и пауни. Причём у последних пришивные подошвы часто были формованы корытцем. Шили через край или прямым стежком (делая его снаружи очень коротким). Так как подошвы обоих видов изнашивались быстро, то отправляясь в поход, воин имел не одну пару запасных мокасин. Если протиралась подошва у расшитого мокасина с жёсткой подошвой, то её выбрасывали, а украшенный верх использовали снова. Белые носители могли подшивать мягкие мокасины толстой фабричной кожей даже при домашнем их ношении.
На Юго-Западе, у пуэбло, навахо, апачей, пайютов, валапаев, юма, где за образец была взята обувь мавров-погонщиков, которые работали у испанцев, подошвы высокой обуви изначально были жёсткими и нередко очень толстыми, для защиты от колючек кактусов, змей и острых камней. Для них бралась или сыромять типа rawhide, или же buckskin, но более толстая — с шеи оленя. Верх этих мокасин тоже часто из несколько более толстой кожи, чем в других регионах. Эти мокасины отличаются своеобразной выкройкой и шьются снаружи. При этом их верх пришивается к изначально очень широкой подошве по её внутренней стороне скрытым швом. Такая техника приводит к тому, что подошвы у них чаще загибаются по всему краю кверху корытцем. Иногда они, однако, просто сделаны очень широкими, образующими выступающий рант, который в процессе носки также загибается по краям вверх. У части мокасин апачей подошвы вместе с верхом образуют спереди острый носок или же округлый загнутый кверху и даже назад, иногда довольно большой, выступ — кикер (англ. cactus kicker — букв. отталкиватель, пинатель кактусов, отсюда и cactus kicker moccasins). Кикер бывает и однослойным, то есть только из подошвы. На подошву мокасин с кикером может идти толстая кожа с шерстью наружу. Если же подошва подобных мокасин сделана из мягкой кожи, то кикер отсутствует. В настоящее время для подошв подобных мокасин используется кожа «лагино» чаще мало производимого белого цвета, но также и тёмного. Некоторые племена этого региона использовали также мокасины обычного равнинного покроя с жёсткой подошвой: часть апачей, пуэбло таос и тева (Сан-Ильдефонсо-Пуэбло).
Некоторые мокасины с жёсткой подошвой имеют на подъёме в разрезе узкую клиновидную вставку. У мескалеро апачей она длинная и узкая, у ютов — покороче, а у осейджей разрез оставлен открытым, без язычка, но в его нижней части имеются отверстия для шнурка.

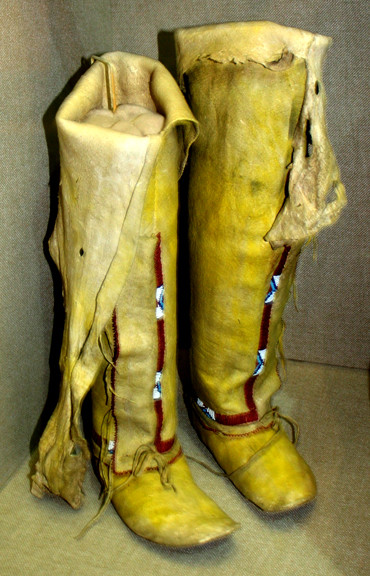
Женские мокасины, соединённые с леггинами. Арапахо, 1910 год

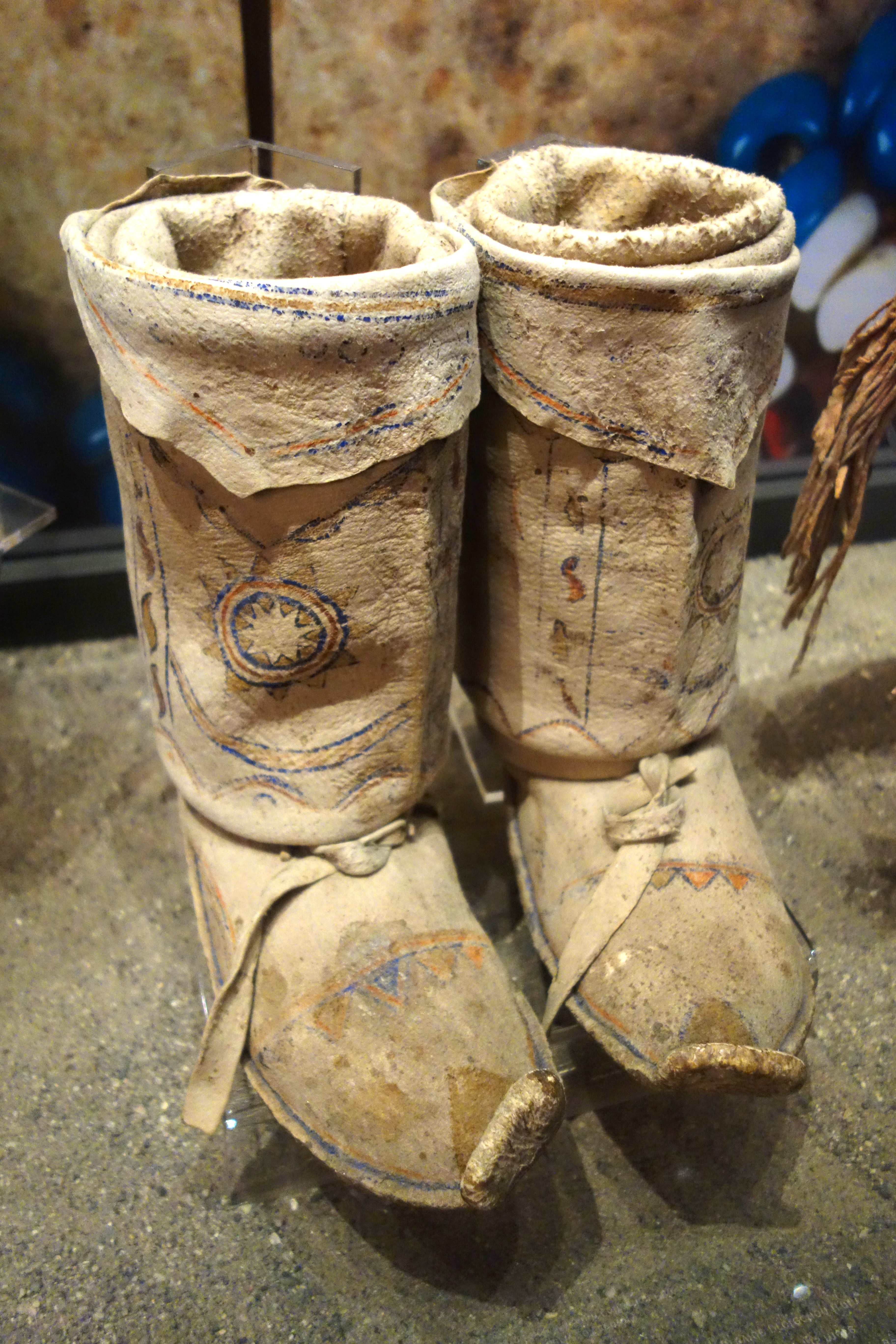
Сапоги апачей с кикерами, раскрашенные краской

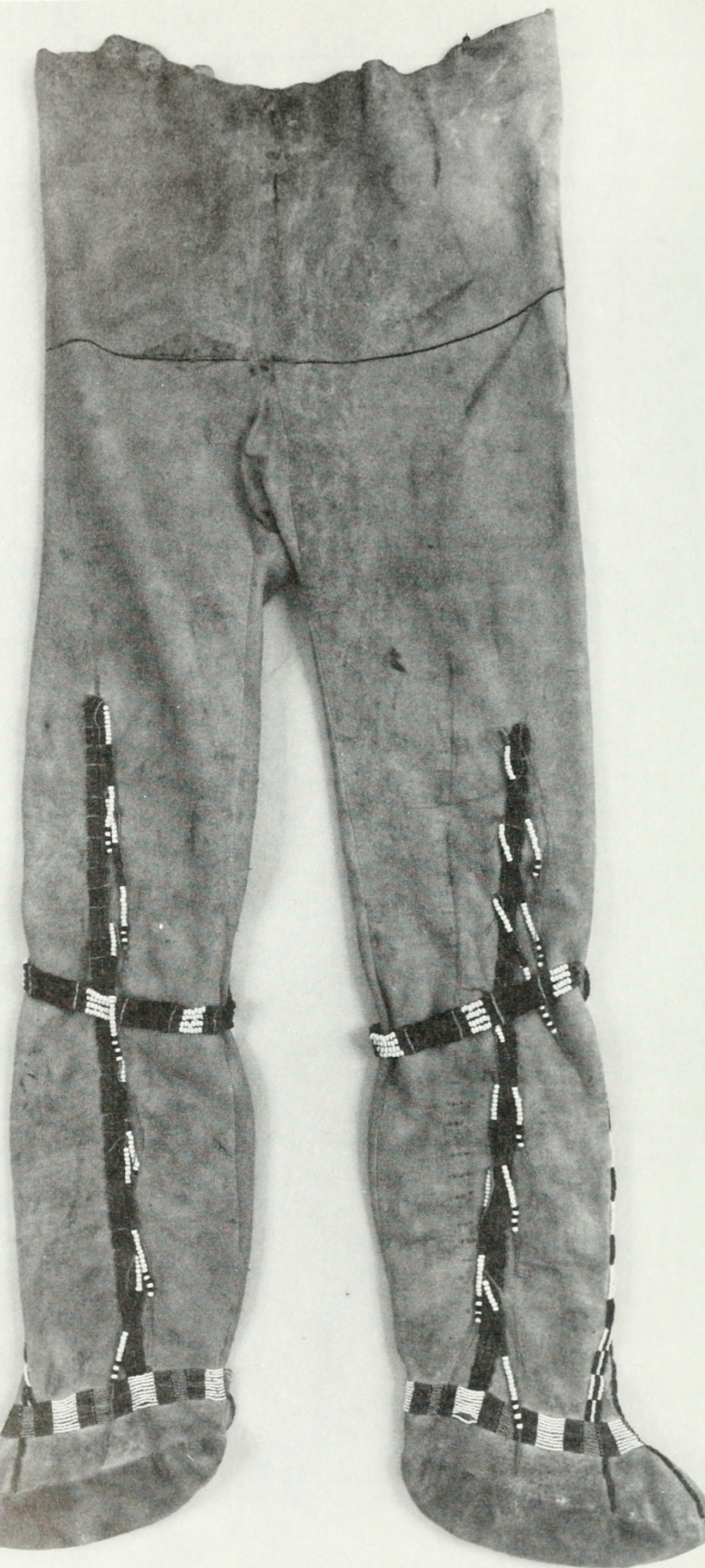
Штаны атабасков, совмещённые с мокасинами

### Высокие мокасины
Часто мокасины имеют не декоративные, а такие лодыжечные клапаны или манжеты разной высоты, которые, если они не расшиты, можно поднимать или заворачивать вниз. Украшенные манжеты, скорее, всегда были подняты. Охватывая низ леггин, они спасают от холода и снега. Иногда присутствуют и манжеты, и декоративные отвороты. Иногда к горловине пришивают сплошные манжеты без разреза спереди и наполовину загибают их наружу. Мокасины стиля с вертикальным швом (англ. puckered-center-seam style) кроятся одним целым с манжетами. Высокие манжеты иногда могут быть в передней части удлинёнными, с двух или с одной стороны. Это позволяет плотнее их запахнуть. Поднятые манжеты перевязывают длинными шнурками (англ. ankle band). Можно и по-другому застегнуть поднятые манжеты. Для этого в одной их поле имеется одиночное отверстие, а к другой прикреплён короткий двойной ремешок. Один конец ремешка продевается сквозь отверстие и завязывается со вторым. При другом способе, оба конца проходят в это одиночное отверстие и завязываются снаружи бантиком.
С конца XIX века имеются экземпляры, застёгивающиеся сбоку или спереди на медные или любые другие пуговицы. Редкий вариант представляет застёжка на паре мокасин шайеннов. У них обшитый бисером ремешок пришит к поднятому матерчатому манжету округлой формы только в районе пяточного шва. Спереди ремешок застёгивается на пуговицу. При обычных нешироких манжетах одна пуговица и петля находятся на их верхних углах. На пришивных манжетах пуговица и прорезная петля тоже находились на их углах. При более высоких манжетах пуговицы расположены на их удлинениях. Их уже от двух до пяти. На одной паре высоких мокасин не-персе они даже образуют плотный ряд из 11 штук. Это уже переходный вариант к мокасинам следующего типа. Пуговичная застёжка иногда может применяться вместе со шнуровкой.
В племенах южной части Великих равнин (кайова, команчи, южные шайенны, тонкава), отчасти — Юго-Запада (апачи), у незамужних женщин мокасины (как с мягкой, так и с жёсткой подошвой) могут сшиваться с леггинами которые удерживаются подвязками под коленями. Леггины часто имеют сбоку или поближе к переду прикрытый клапаном разрез, который застёгивается на пуговицы (иногда образующие плотный ряд), завязывается кожаными завязками или просто запахиваются и обматываются шнурками. При использовании завязок, на клапан может быть нашита лишь для красоты пара рядов латунных пуговиц. Верх голенищ часто заворачивается вниз и украшен бахромой. Некоторые леггины без разреза имеют длину на всю ногу, что подтверждает их сплошная орнаментация. У других же длина намного уменьшается, так как рассчитана на заворачивание голенища наружу и вниз. Заворачивание может быть многослойным (вниз-вверх или вниз-вверх-вниз-вверх). При этом поверхности с орнаментом и пустые распределены так, что именно орнаментированные оказываются снаружи. В других племенах леггины и мокасины не сшивались (некоторые племена равнин, Плато и Большого Бассейна). У арапахо и черноногих применялись оба варианта. Пришивные леггины иногда были матерчатые.
Мокасины Юго-Запада (пуэбло, навахо, апачи, пайюты, валапаи, юма) имеют высокие манжеты, которые завязываются или застёгиваются сбоку на 1—3 пуговицы. Любые или брались крупные бляшки из немецкого серебра (нейзильбера) или серебряные работы навахов. Хотя в начале XX в. существовали мокасины апачей с застёжкой спереди (дополненной шнурком, опоясывающим мокасин на уровне сгиба стопы). (Реже, в начале XX в., и у более северных индейцев низкие голенища без отворотов могли сбоку также застёгиваться на пуговицы.)
У пуэбло и навахо женские мокасины подобного покроя имеют по одной очень длинной манжете из толстой кожи белого цвета, которая несколько раз обматывается вокруг ноги и перевязывается ремешком ниже и выше колена. Образованные таким образом леггины могут закрепляться и с помощью штук трёх ремешков, завязываемых бантиком вдоль края накрученной кожи. Хотя есть и вариант, где обмотки в виде более узких полос или бинтов такой же кожи не соединяются с манжетами высоких мокасин. Бинты тонкой белой кожи могут быть пришиты к полотну высоких запахивающихся манжетов и держат их на ноге . 
Часто и мужские, и женские мокасины Юго-Запада представляют собой сапоги высотой до колен, с цельными голенищами или так же застёгивающиеся сбоку. У навахо и пуэбло они иногда высотой только до середины икры. Если такие сапоги из мягкой кожи не имеют сверху завязок, то их голенища опускаются книзу гармошкой. Голенища или отдельно пришиваются к ботинкам, или скроены с ними как одно целое. В последнем варианте шитьё идёт сразу к подошве.
Также и в лесных регионах (атапаски и микмаки), кроме обычных мокасин с мягкой подошвой, были известны и сапоги до колен, а у атапасков имелась также обувь, которая составляла одно целое с леггинами длиной во всю ногу и до пояса. Атапаски также применяли обувь, совмещённую со штанами. То есть мокасины были пришиты к штанинам. Такие же применялись и тлинкитами. У атапасков зимний вариант шился обычно из шкур мехом внутрь. Использовали меха самых разных животных. Мокасины могли быть и из рыбьей кожи. Подошвы к штанам-чулкам пришивались отдельно, из той же «ро́вдуги» или из кожи медведя и белухи (прибрежные атапаски). В разных племенах атапасков такие штаны носили или только женщины зимой в жилище, или мужчины и женщины в разное время года. Ингалики «в мокрые погоды» поверх обычной обуви надевали ещё «верхние торбаса из рыбьих кож».
В поздний период канадскими белыми охотниками и индейцами (кри) стали использоваться высокие мокасины-сапоги (англ. moccasin boots, plainsman style) со стягивающей шнуровкой европейского типа спереди, по всему голенищу.

### Шнуровка

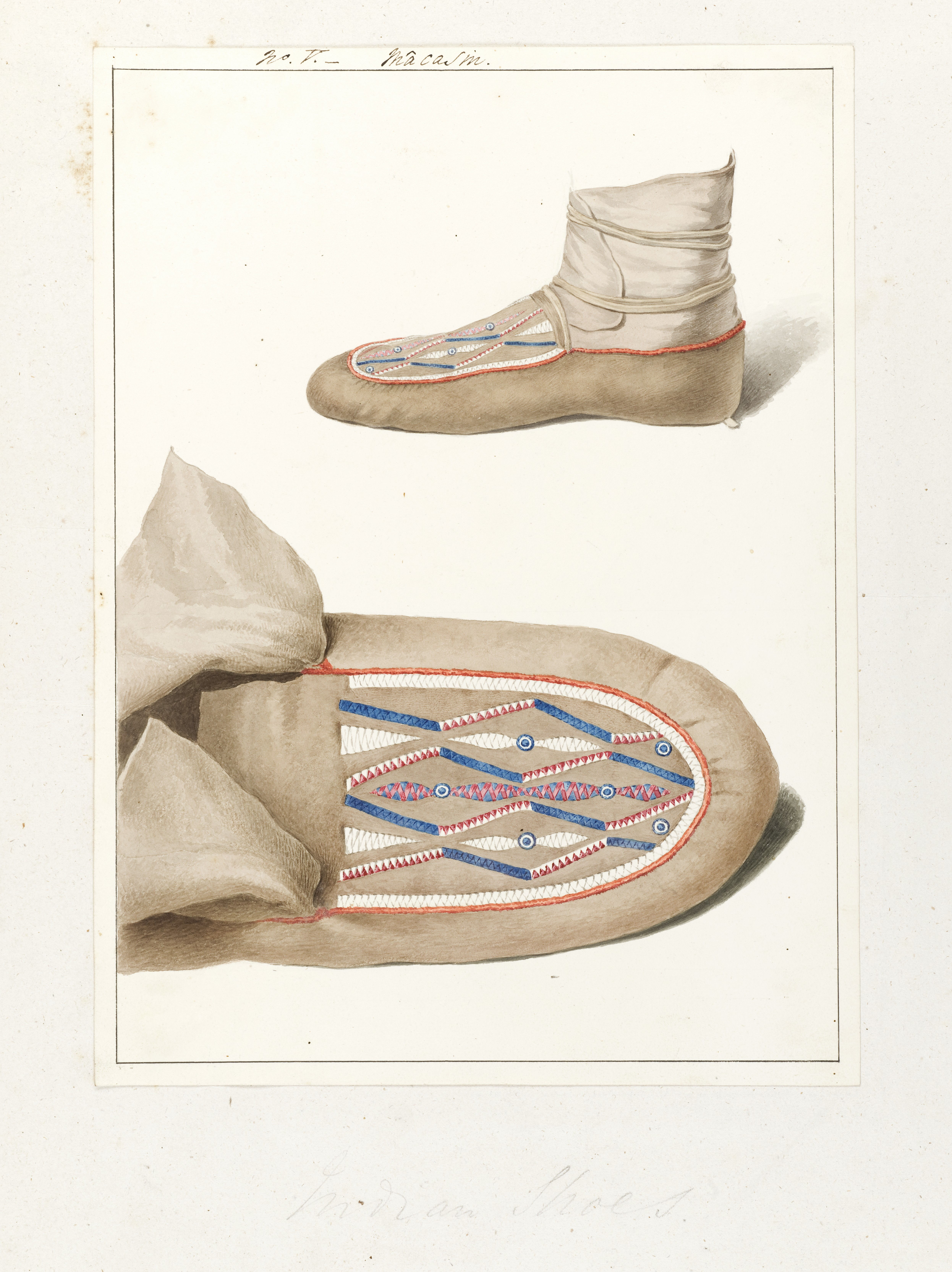
Мокасин с зашнурованной манжетой Томас Бейтман

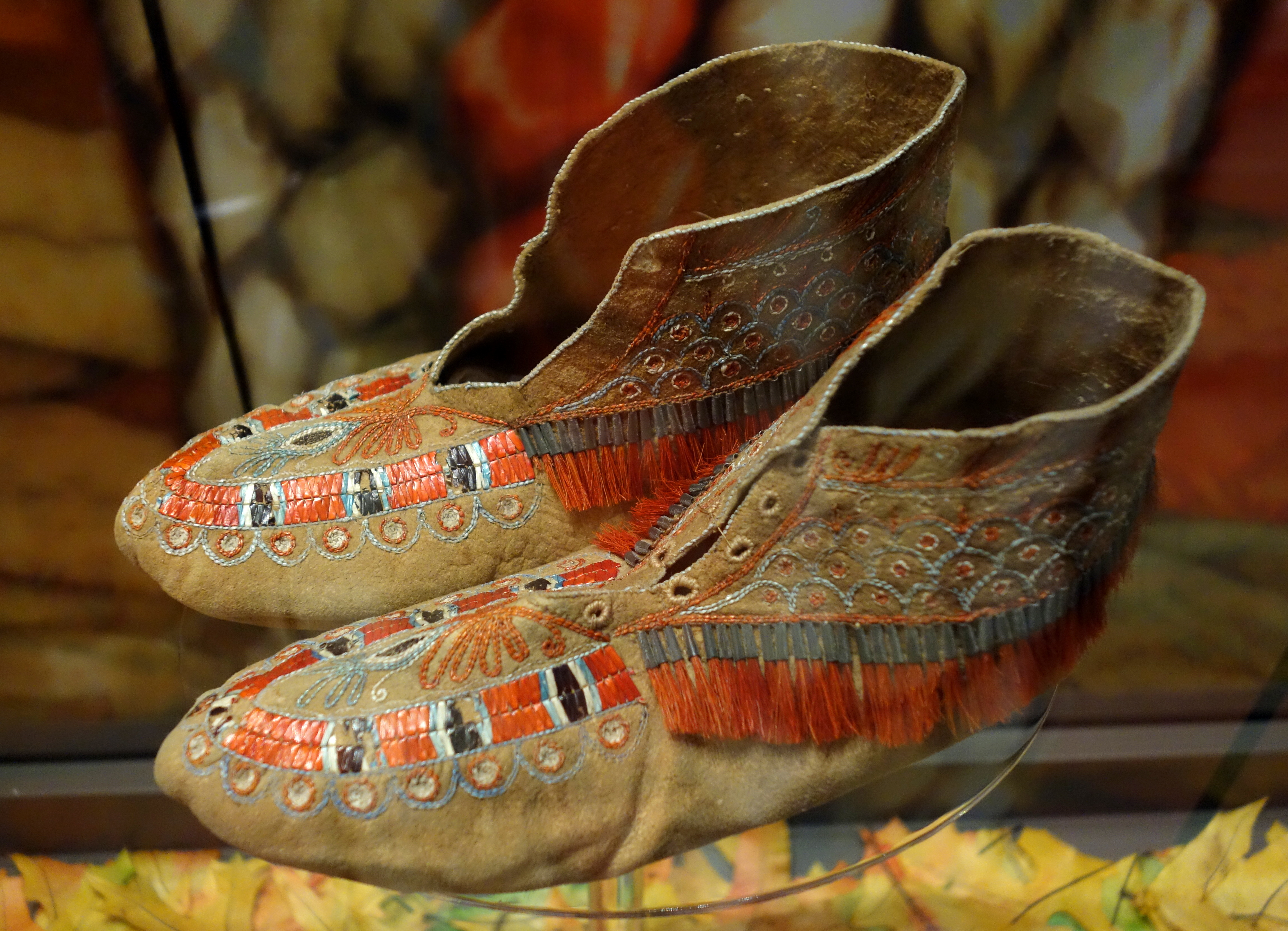
Мокасины гуронов, 1780—1830 гг. У одного сделаны отверстия под шнуровку

Особенностью мокасин является то, что они обычно не имеют перекрёстной шнуровки через параллельные ряды отверстий. У равнинных типов шнурки-утяжки (кожаные ремешки), пропускаются через два или четыре (изредка и больше) парных поддерживающих отверстия (разреза), расположенных вокруг горловины посередине высоты мокасина. Шнурки завязываются на сгибе стопы или поднимаются чуть выше к углам разреза через пару двойных отверстий. Реже весь шнурок проходит под самой горловиной мокасина. Иногда шнурки пропускаются ещё и через пару отверстий на язычке или пропускаются через одиночные отверстия на противоположных верхних углах разреза. Бывает, что они не охватывают мокасин сзади, а закрепляются в отверстиях по бокам с помощью узелков. Если имеются только два отверстия на углах переднего разреза, то короткие завязки пропускаются через них и завязываются. Или же завязки двойные и держатся в отверстиях узелками. Хотя встречается вариант, когда используются две завязки: длинная — понизу через поддерживающие отверстия и короткая — через верхние угловые отверстия. Завязываются шнурки спереди бантиком (при двух шнурках — бантика два).
Часто для перевязи используется матерчатая лента, узкая или широкая. Она может проходить и под опущенным отворотом. Матерчатая лента бывает и пришита по краю всей горловины как оторочка, а её свободные концы образуют завязки. Тем не менее в этом же месте отворот может образовывать прошитую нитками кулиску, через которую и пропускается кожаный шнурок. Реже короткие ленточные завязки просто пришиты к передним углам горловины.
У мокасин с высокими манжетами утягивающие завязки гораздо длинней, чтобы их можно было обмотать вокруг голени, если требуется удерживать поднятые манжеты. Они также пропускаются через парные или одиночные отверстия, которые находятся на обычном месте или выше, в нижней части манжет. У подобных мокасин монтанье и наскапи вместо отверстий могут быть кожаные петельки, что способствует герметичности. Манжеты с передними выступами могут иметь на концах выступов по отверстию, которые помогают в обвязке. У мокасин лесных племён длинный кожаный шнурок может просто (без поддерживающих отверстий) пару раз обматывать горловину в месте соединения с поднятым вверх манжетом. Шнурки могут быть пропущены не только сзади вперёд, но и спереди назад. По второму варианту шнурки пропускаются через только два передних отверстия, перекрещиваются и идут назад. Они раза два охватывают манжеты без использования дополнительных отверстий и завязываются спереди. Ещё один вариант, когда шнурок идёт как обычно сзади вперёд, делает оборот и завязывается сзади.
Мокасины-сапоги также подвязываются в месте соединения ступни и голени. Для них только не требуется таких длинных шнурков. На Юго-западе шнурки мокасин-сапог могут быть пропущены не просто через отверстия, а через петельки, образуемые полосками кожи или кулисками из рядов четырёх ниток бисера. Если голенища из достаточно мягкой кожи, то имеют ещё держащие завязки по верху голенища. Если верхняя часть имеет отворот, то шнурок скрыт под ним. Для его поддержания иногда имеется пара двойных отверстий около разреза отворота.
Существует оригинальный вариант подвязки на мокасинах с жёсткой подошвой кламатов, у которых сбоку в подошвенный шов подшиваются две длинные петли, а шнурок, идя свободно от пятки, проходит через них и завязывается на подъёме. Имеются примеры подражания европейскому способу шнуровки через отверстия (гуроны) и через три пары латунных колечек, пришитых на центральном разрезе (ирокезы). Шнуровкой европейского типа выделяются поздние высокие мокасины-сапоги стиля plainsman. У них спереди не разрез по всему голенищу, а две складки или пришитые полоски кожи с отверстиями по краям, через которые и производится перекрёстная шнуровка.

## Украшение

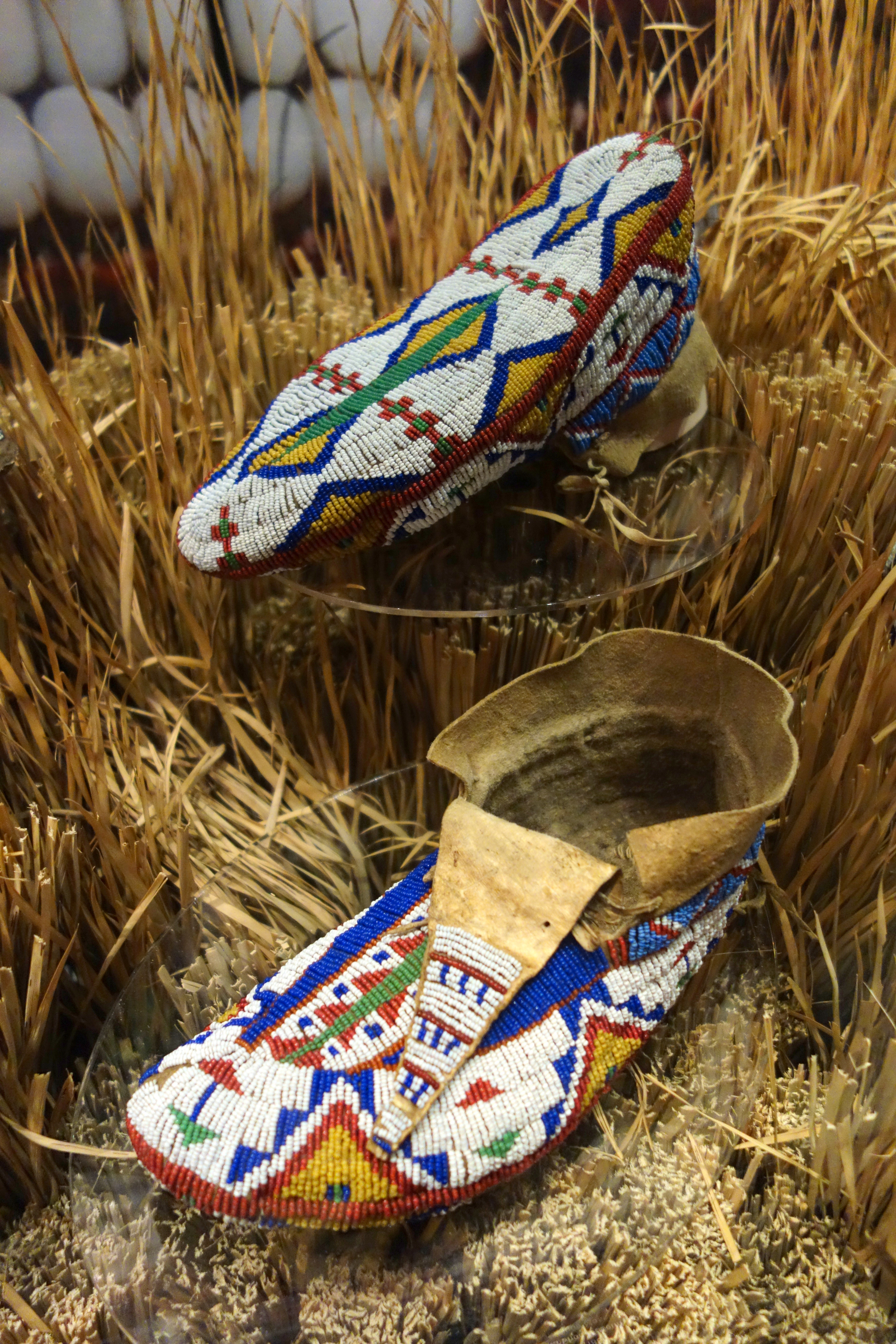
Мокасины лакота с расшитыми подошвами, 1880 г.

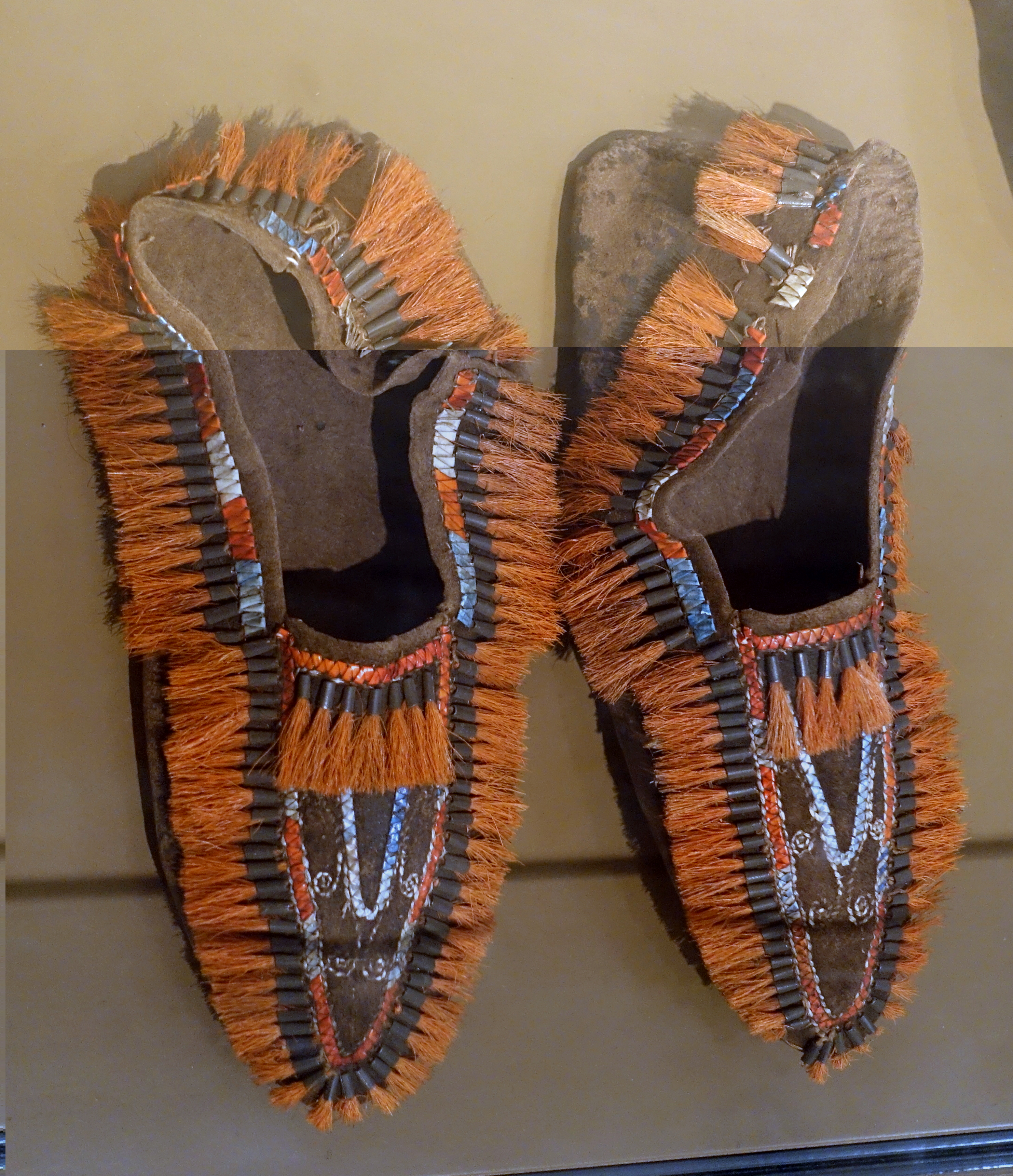
Мокасины гуронов, около 1820 г.

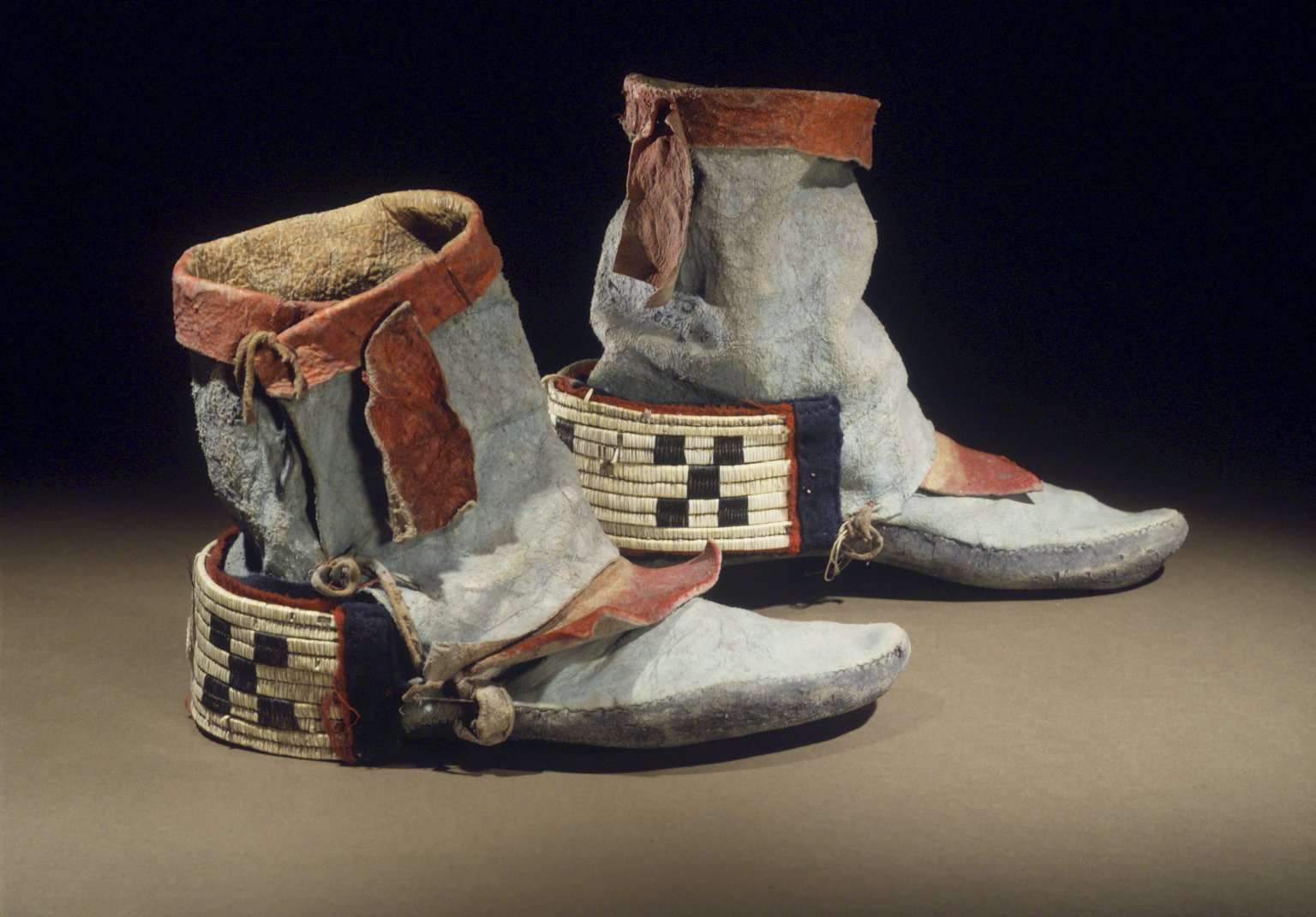
Танцевальные мужские мокасины хопи. Конец XIX в.

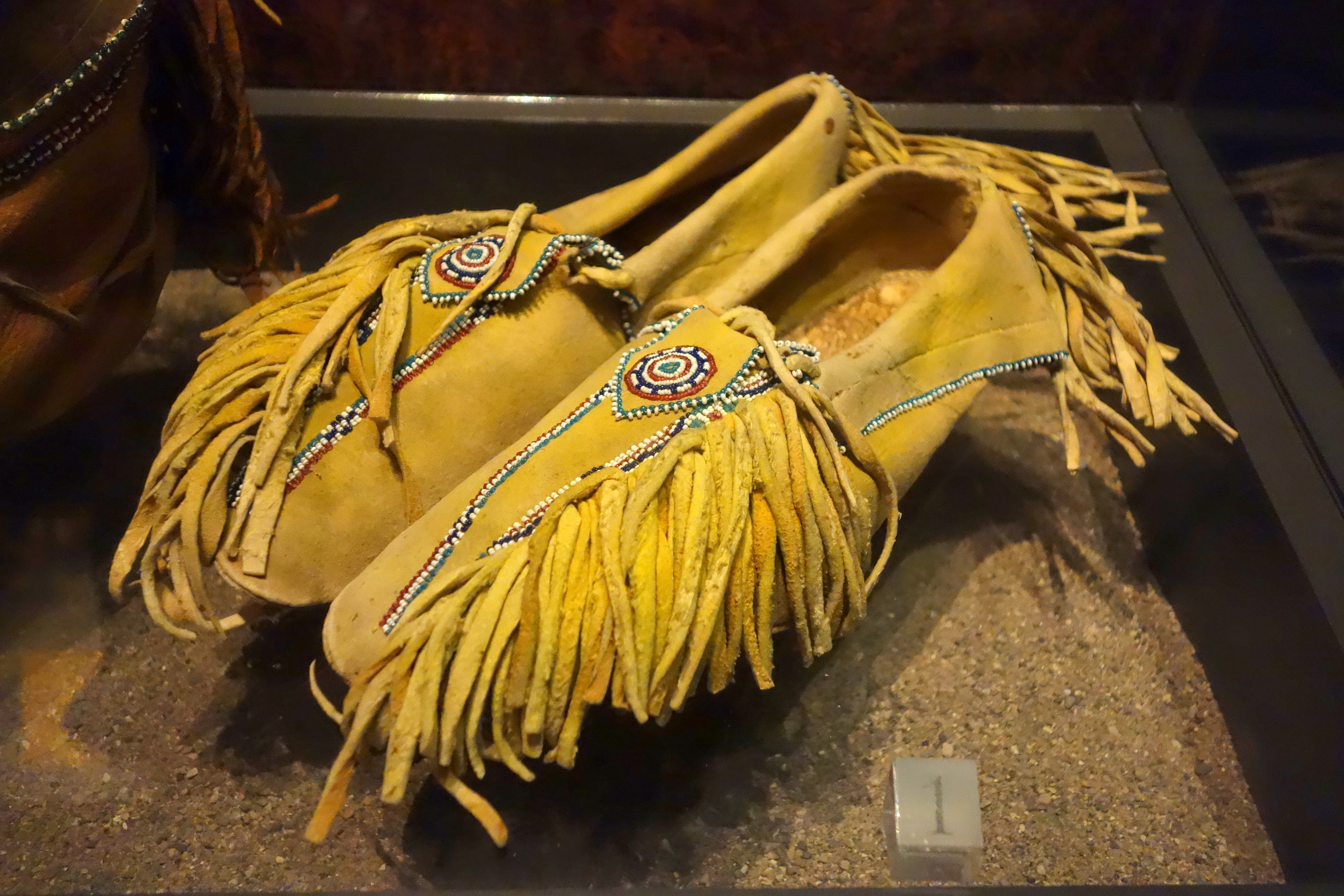
Дастеры команчей, 1880—1890 гг.

Оформление мокасина следовало сложившемуся племенному стилю и использовало символику данного племени. При этом конкретно вложенное значение узора часто было понятно лишь самому владельцу. Мокасины часто вышивают бисером, окрашенными иглами дикобраза и лосиным волосом, а также другими материалами, наносят узоры краской. Последнее было характерно, например, для племён северо-восточного побережья США и Канады в XVII в. Оформление несёт определённый символический смысл. Также мокасины окрашивают целиком или частично. Цвет придаёт и копчение, хотя время от времени возникала мода — в том числе и в резервационный период — на использование белой кожи. Отвороты мокасин также иногда расшивают, например, иглами дикобраза. Иногда отвороты делают из ткани или обшивают их тканевой аппликацией. У некоторых племён было распространено и украшение высоких манжет, которые постоянно находились в верхнем положении (гуроны). У других, напротив, это не наблюдалось (пауни). Отгибающиеся и перевязываемые шнурками манжеты, чаще, за редким исключением, не украшали.
Полоска бисерного шитья стиля «ленивый стежок» может прикрывать шнурок, проходящий вокруг горловины, образуя подобие кулиски, сплошной или из отдельных фрагментов. Сами шнурки также могут украшаться. Задняя незавязывающаяся часть изредка обматывается окрашенными иглами дикобраза, а шнурки современных мокасин атапасков украшают на концах кисточками из цветных шерстяных ниток. Бисером, иногда и кисточками украшают и вывернутый наружу длинные язычки равнинных мокасин.
У ирокезов и гуронов имелся тип мокасин, украшенных редкой или густой бахромой из жестяных конусов с кисточками из красной щетины. Ею обшивалась горловина мокасина без отворотов. При наличии высоких манжетов, такая бахрома шла под ними. Имеющиеся отвороты обшивались по краю. Эта бахрома могла также проходить по всей окружности, будучи вшитой и в края союзки, узкой или средней ширины.
В степных племенах (в основном у сиу, а также у арапахо и шайеннов) с 1880 г. (в резервациях) вышивали бисером (редко — иглами дикобраза) даже подошвы мокасин. Считается, что они предназначались для погребальной, свадебной и других церемоний, хотя известно, что в них и ходили. Есть мнение, что основным предназначением таких мокасин было то, что они являлись почётным подарком, в котором одариваемый должен был стереть вышивку с подошвы (частично) во время танца чествования.
Для племён южных равнин (команчи, кайова, кайова-апачи, шайенны, арапахо, вичита, тонкава, реже апачи) характерны так называемые «дастеры» (англ. dusters, буквально — пылевики) — мокасины с длинной бахромой на подъёме и вертикальном пяточном шве. Бахрома на пяточном шве может быть нарезана не полностью, а так, что сверху остаётся широкий целый лоскут. Бахрому на подъёме может заменять ряд висящих жестяных конусов.
Кроме того, бахромой украшали (например, нлакапамуки, они же томпсон, на Плато) по круговому боковому шву мокасины с мягкой подошвой, а также и мокасины с боковым швом. Её или накладывали поверх шва, или вшивали как рант. Бахрома делалась круговой, ограничивалась наружной стороной или занимала только часть наружного бокового шва. Причём бахрома могла быть равномерно короткой или постепенно расширяться к пятке. Пяточный шов также украшали бахромой. Бахрома могла вшиваться и в шов соединяющий верх мокасина и манжету. Также некоторые мягкие мокасины оджибве стиля «куропатка» имеют по центральному шву не очень длинную бахрому. Очень редко в бахрому нарезается горловина мокасина.
Изредка и равнинные мокасины с жёсткой подошвой украшены короткой бахромой вокруг всей подошвы, которая нарезается из выступающей полосы ранта. Причём у мокасин с жёсткой подошвой (а также у мягких с наружным боковым швом) эта бахрома может быть и довольно длинной. При этом она усложнена поперечным соединением всех бахроминок шнурком и обмоткой каждой у основания иглами дикобраза. Такая бахрома не захватывает внутреннюю сторону мокасина, но она может дополняться невероятно длинной бахромой на вертикальном пяточном шве.
У мокасин с мягкой подошвой такой элемент выкройки как пяточный язычок, может быть не пришит, а оставлен свободным (англ. trailer) длиной 1—2,5 дюйма, в виде просто квадратика или же он подрезался под другую форму, в том числе зубчиками или бахромой. Оставляют также болтаться на пятке не до конца удалённые лунообразные вырезы, которые получаются при Т-образном шве. И мокасины степных племён иногда имеют на пятке, по центру подошвенного шва, бахрому всего из одной или двух-трёх коротких или длинных полосок. У черноногих пяточная бахрома бывает частично обёрнутой иглами дикобраза или бисером и имеет поперечное соединение с помощью крупных бусин. Или же бусины нанизываются на бахроминки.
У шайеннов было украшение для лучших мужских мокасины в виде пришитых к пяткам бизоньих хвостов или полосок с бороды бизона, которые волочились по земле. Подобное оформление мокасин могло относится к системе градации подвигов, являться частью регалий членов воинских обществ и танцевальных регалий воинов. Так, к мокасинам пришивали по хвосту койота, скунса, выдры или лисицы, обозначая этим убитых врагов (у кроу каждый из них означал один подвиг). На картинах Бодмера видно, как их прикрепляли сзади к пяткам или к горловине или же сбоку — к внешнему углу отворота. Вместо хвостов пришивались и полосы меха.
Там же запечатлены и другие украшения мокасин манданов и хидатса: широкие накладные меховые отвороты (которые могут быть как с короткой шерстью, так и с очень длинной) и волочащиеся лентой по земле очень длинные внешние концы таких отворотов. Последние также меховые, но с другой стороны покрашены в красное и украшены вышивкой по краю.
Такие отвороты могут быть не соединены с мокасинами, а крепились поверх них с помощью своих завязок. Их делали мехом наружу или внутрь. Такие полосы из шкур надевали поверх мокасин, так, чтобы хвост подобно шлейфу тянулся за мокасином сзади. Особенно длинными шлейфами злоупотребляли некоторые молодые воины, чтобы впечатлить окружающих. Такие украшения из медвежьего меха вместе с когтями применялись, например, шаманами сиу. У манданов запечатлено и ещё более громоздкое украшение. К пяткам прикреплён хвост, имеющий красный цвет, удлинённый украшением с четырьмя волосяными прядями на конце, которые оформлены обычной для них обмоткой и бусинами.
Исключительно редкое украшение — перфорация верха мокасина (военное общество Медведи у черноногих).
На южных равнинах откидные клапана леггин высоких женских мокасин часто украшались 1—3 рядами металлических блях из мельхиора, меди, латуни или серебра, гладкими или с орнаментом. С их обратной стороны были припаяны петли для крепления. Навахские мастера делали бляхи из слитков серебра, а остальные использовали переделанные из монет. Из более дешёвых металлов индейцы штамповали и вытачивали бляхи сами, пока не перешли на более красивые покупные.
Мокасины юго-западного покроя чаще вообще не украшают. Единственным украшением могут быть круглые бляхи из серебра или мельхиора, служащие застёжками, но для Юго-запада особенно характерно применение окраски. Например, у пуэбло женские мокасины имеют подошву, окрашенную чёрной краской или красной охрой, тогда как верх и легины — натурально белые (цветным может быть носок мокасина). Мужские же мокасины (у пуэбло зуни, акома, хопи и у навахо), наоборот, имеют светлую подошву, а верх носка и иногда голенище — коричневые, красные, синие, реже чёрные. Тем не менее украшения мужских танцевальных мокасин хопи и зуни могут быть более сложными. Это касается и применения бисера, и раскраски (площадями или в виде узоров), и других элементов, например, отворотов на голенище, бахромы. Они имеют на середине подъёма декоративный кожаный язычок, обычно многослойный, а заднюю их часть охватывает своеобразное украшение в виде свободно закреплённой кожаной полосы, вышитой цветными нитками в технике макраме, бисером или иглами дикобраза. Мужские танцевальные мокасины могли сверху краситься полностью белой краской, кроме отворотов голенищ, которые были красными с жёлтой окантовкой и разноцветного язычка. Декоративные нефункциональные язычки имелись и на высоких мокасинах яков. Изредка украшался и кикер. На его верхней поверхности мог продолжаться нарисованный орнамент мокасина, а нижняя (передняя) украшалась шляпкой латунного гвоздика или на его поверхности вырезались и покрывались краской углублённые узоры (апачи).
В настоящее время бисером украшают высокие обмотки женских мокасин пуэбло, чего раньше не делали. Обильно украшают вышивкой и мехами сапоги атабасков. Есть примеры, когда современные индейцы расшивают бисером и другую обувь, обычно кеды, что придаёт им вид мокасин. А разрисовывать ботинки под мокасины советовал детям, играющим в индейцев, ещё Сетон-Томпсон.

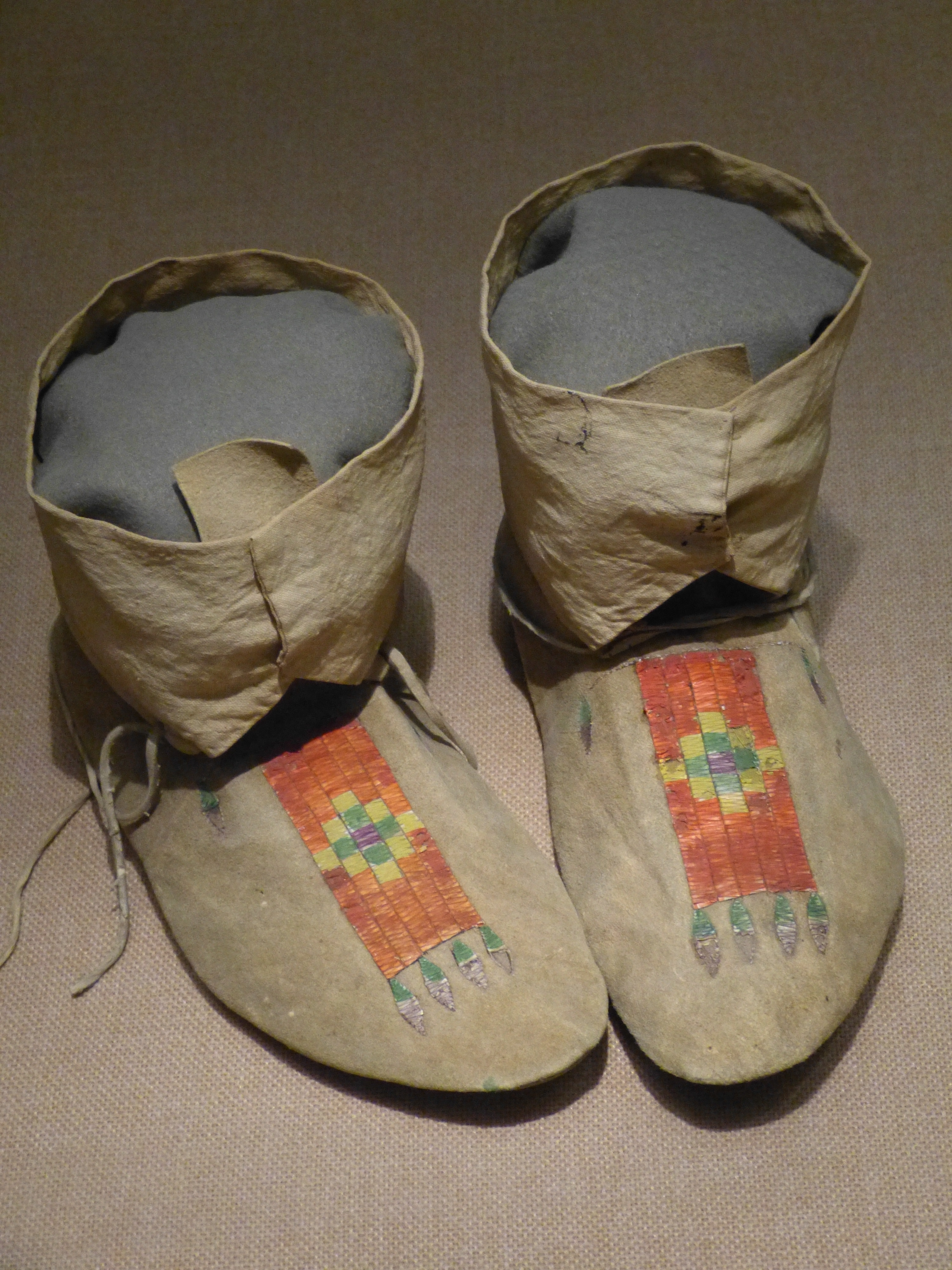
Мокасины манданов, украшенные иглами дикобраза, 1880—1890 гг.
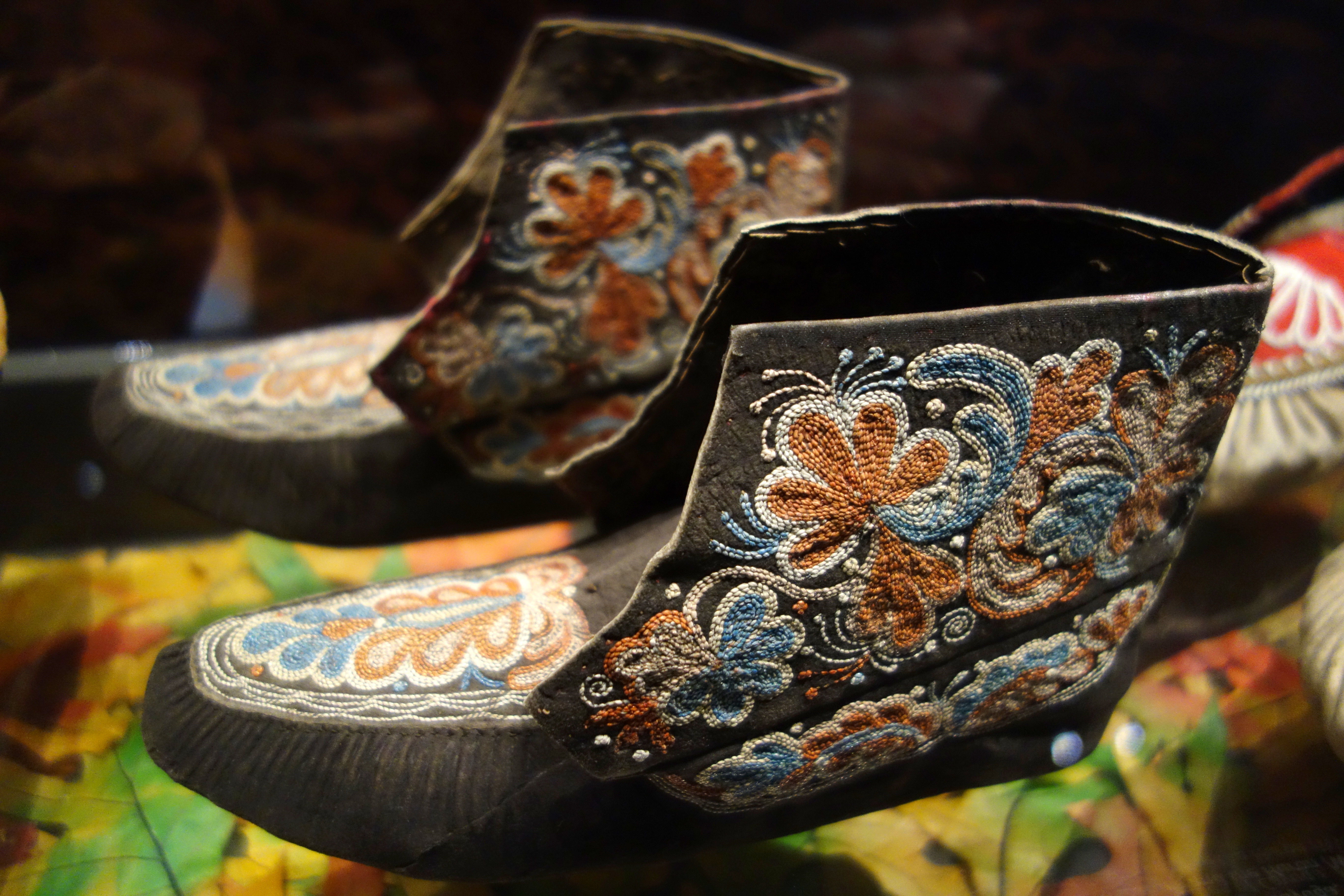
Мокасины гуронов, расшитые лосиной щетиной, 1780—1800 гг.
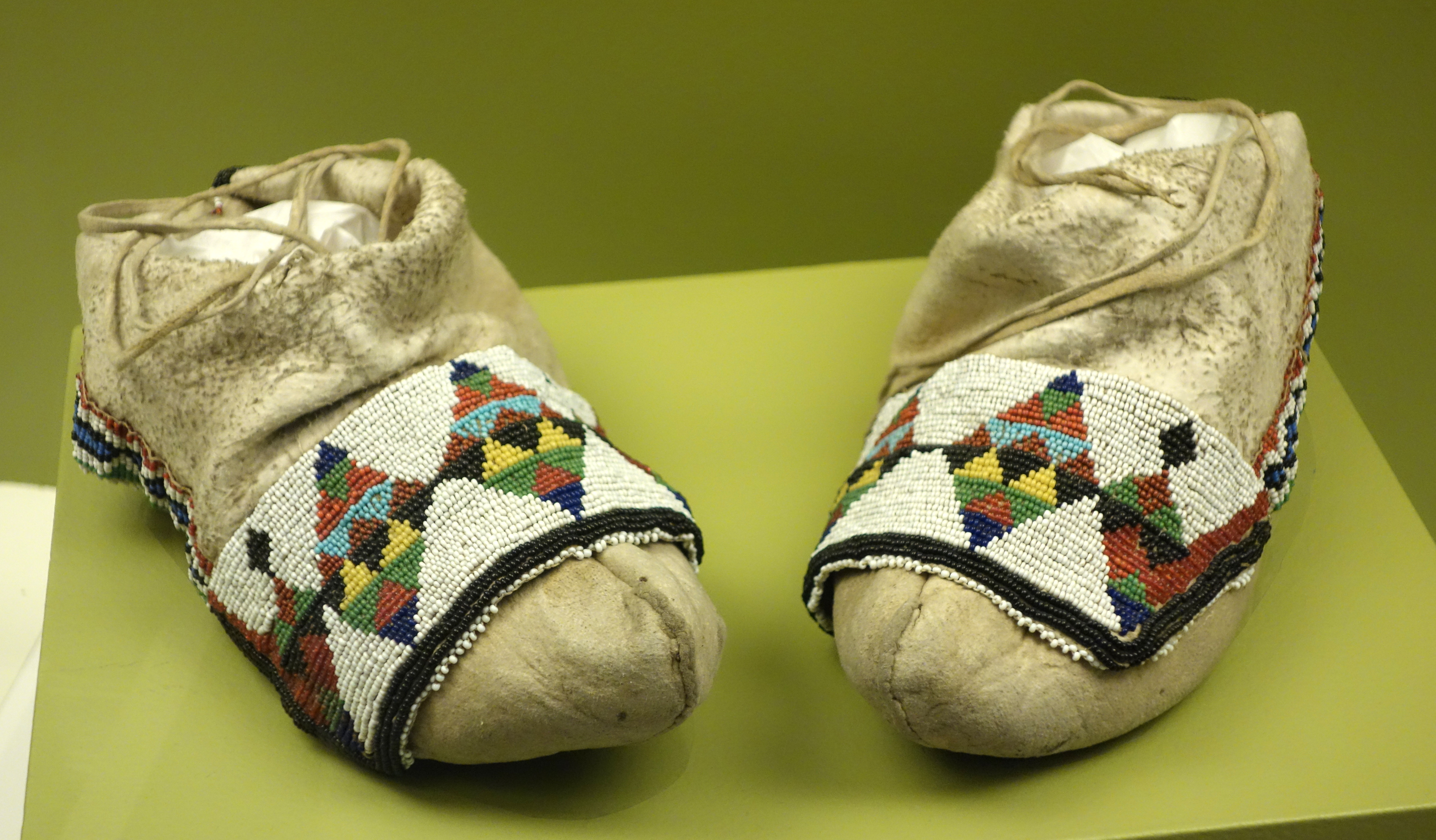
Мокасины виннебаго (?)
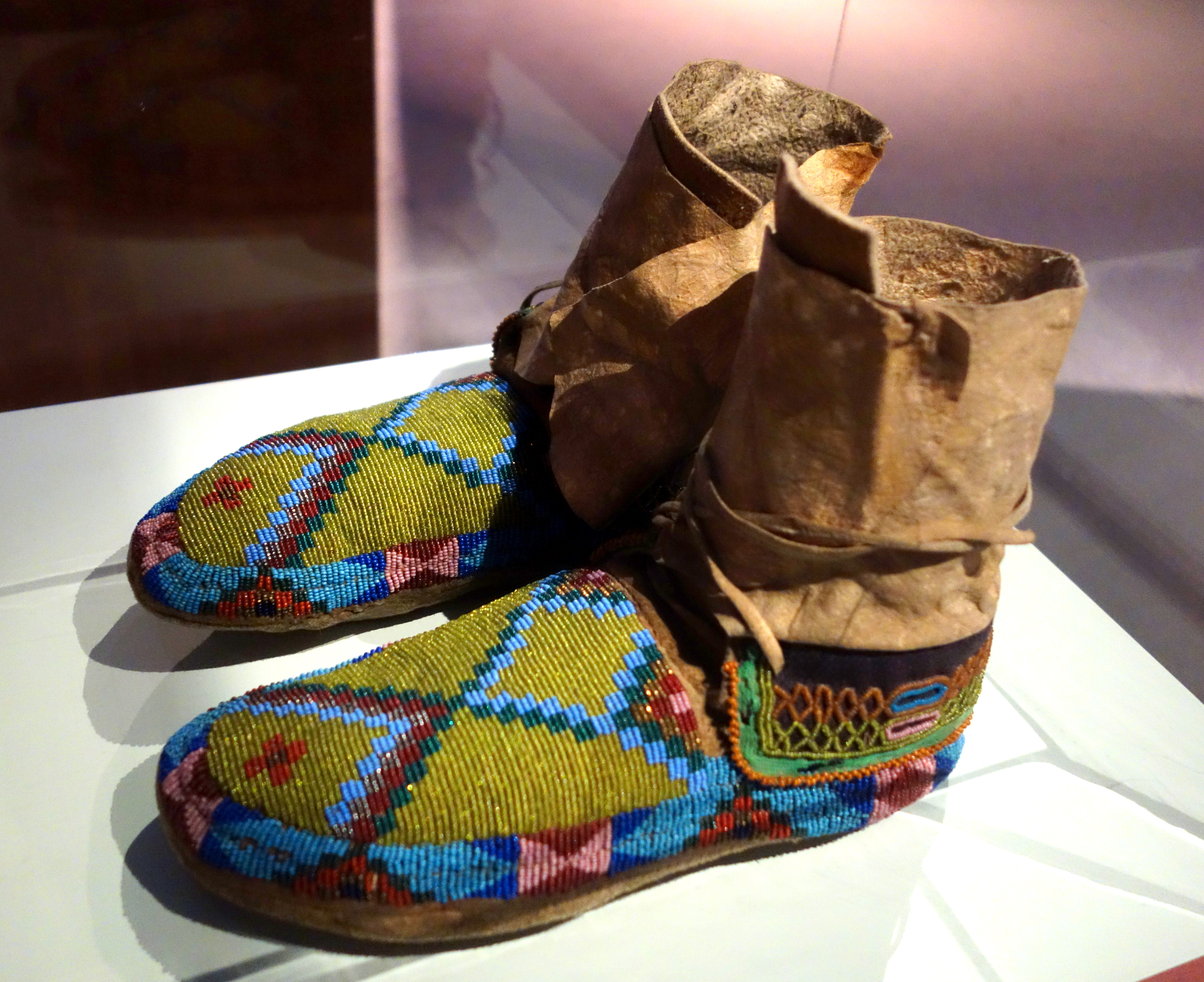
Мокасины кри с манжетами и декоративными отворотами
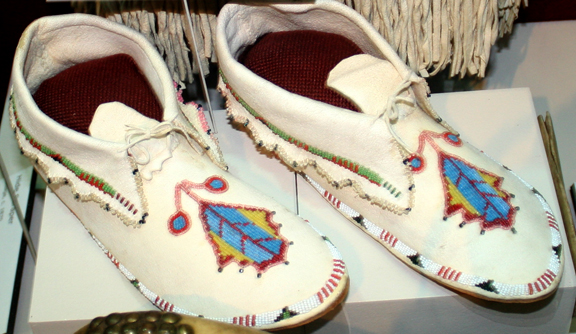
Белые мокасины кайова в стиле «индейской принцессы», 1920 г.

## Древнейшие находки

### Пещера Духа
В настоящее время известными древнейшими кожаными мокасинами являются обнаруженные в пещере Spirit Cave (пещера Духа) в штате Невада. Причём кожаная обувь была совсем нехарактерна для древнего времени этого региона. Это открытие произошло в 1940 году. Пара находилась на ногах частично мумифицированного человека. Новые исследования датировали находку примерно 7420 годом до н. э. Мокасины были с мягкой подошвой и собраны из трёх частей с образованием складок на носках около союзки и на горловине, куда пришивалась обёртка лодыжки. Использовались только растительные волокна и шнурки. Также применялись плетёные вставки из осоки tule (см. ниже). (См. также Мумия пещеры Духа.)

### Хогап
Более поздняя, но и более обширная находка была в пещере Хогап в штате Юта. Эти мокасины, датируются 420 годом нашей эры. Примерно к этому же времени относятся находки в обледенелых местах на реке Юкон в Канаде, а также один мокасин из пещеры в Колорадо.
Мокасины из пещеры Хогап относятся к стилям «фремонт» (по культуре фремонт) и «Hock-stile» («скакательный сустав»). Мокасины фремонт имеют необычный диагональный покрой из сшитых шкур с оленьих ног. Причём на них оставлены рудиментарные копытца (dew-claws), которые служили шипами на подошве. Для мокасин стиля hock снимается чулком участок шкуры с задней ноги оленя со сгиба скакательного сустава. При этом зашивается только отверстие на носке. Изделия сшиты очень крупными стежками и выглядят грубо.

### Промонтори
В начале 1930-х гг. в пещере на мысе Промонтори Большого Солёного озера был обнаружен 800-летний клад из 250 мокасин и мокасиновых пар. Их относят или к культуре фремонт, или к получившей название мыса культуре промонтори (или культуре мыса), хронологически расположенной между доисторической культурой фремонт и историческими шошонами. Находки охватывают диапазон примерно от 1100 или 1150 до 1600 годов. Бо́льшая часть относятся примерно к 1275 году.
Обувь из пещеры Промонтори в большей части выполнена в стиле «сморщенный носок», позже характерном для племён северо-западного побережья (тлинкиты, цимшианы). Отличаются широкой, но короткой вставкой (союзкой). Некоторые похожи на мокасины с боковым швом. Есть также обувь, состоящая только из нижней части, которая стягивается на ноге продетым через множество отверстий ремешком (по типу поршней).
Кроме того, имеются мокасины стилей hock и фремонт. Имеются детские и взрослые размеры. Материалом служила шкура бизона, а также оленя, лося, вилорога и медведя. Сшиты жилами и растительными волокнами. Стежки очень крупные. Имеются следы многочисленных ремонтов. Во многих мокасинах находятся стельки из размолотой коры можжевельника. Некоторые украшены бахромой и имеют остатки вышивки иглами дикобраза.

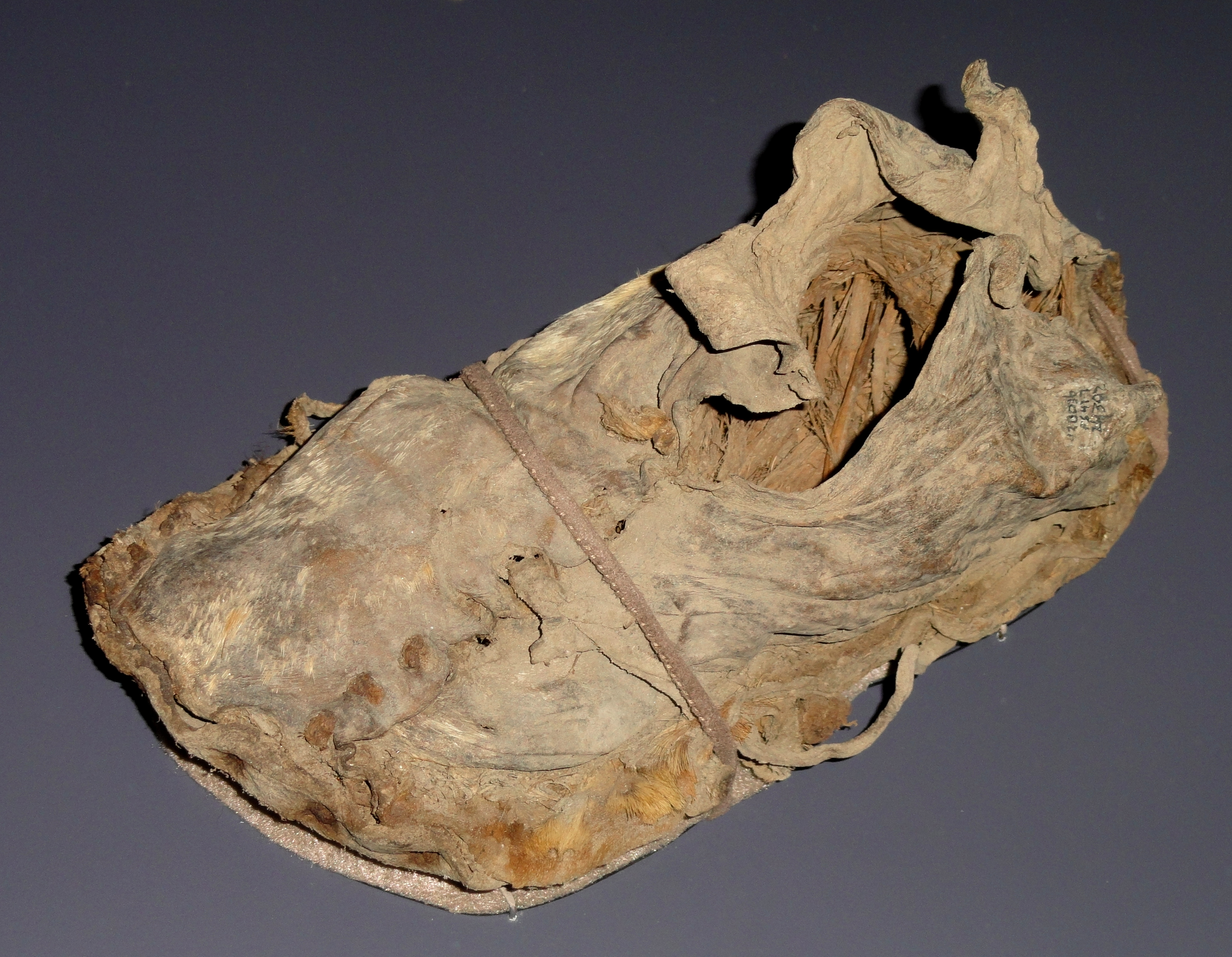
Мокасин стиля «фремонт» из пещеры Хогап, Юта, 420 г.
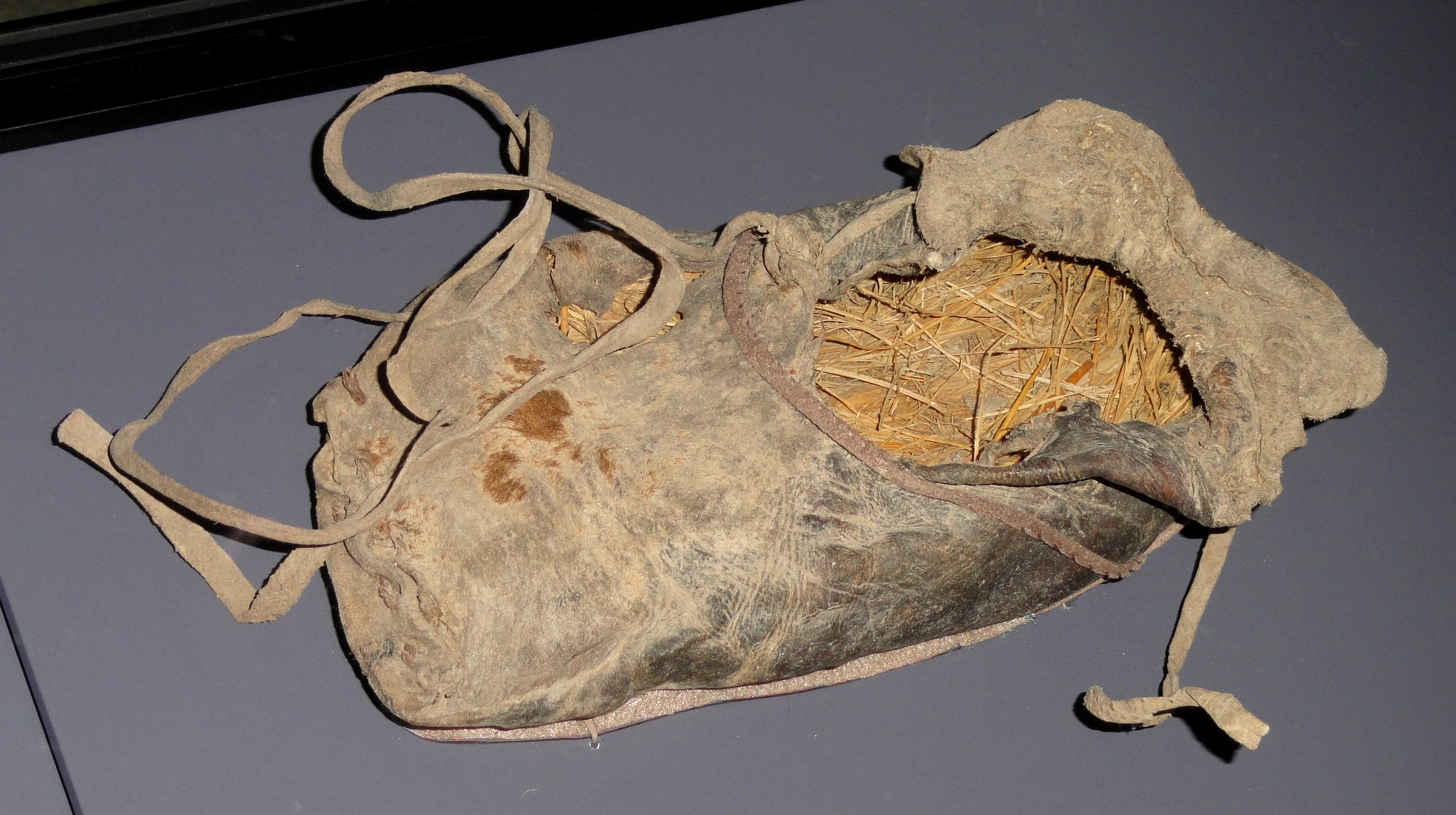
Мокасин стиля «hock» из пещеры Хогап, Юта, 420 г. Шкура бизона, травяная набивка
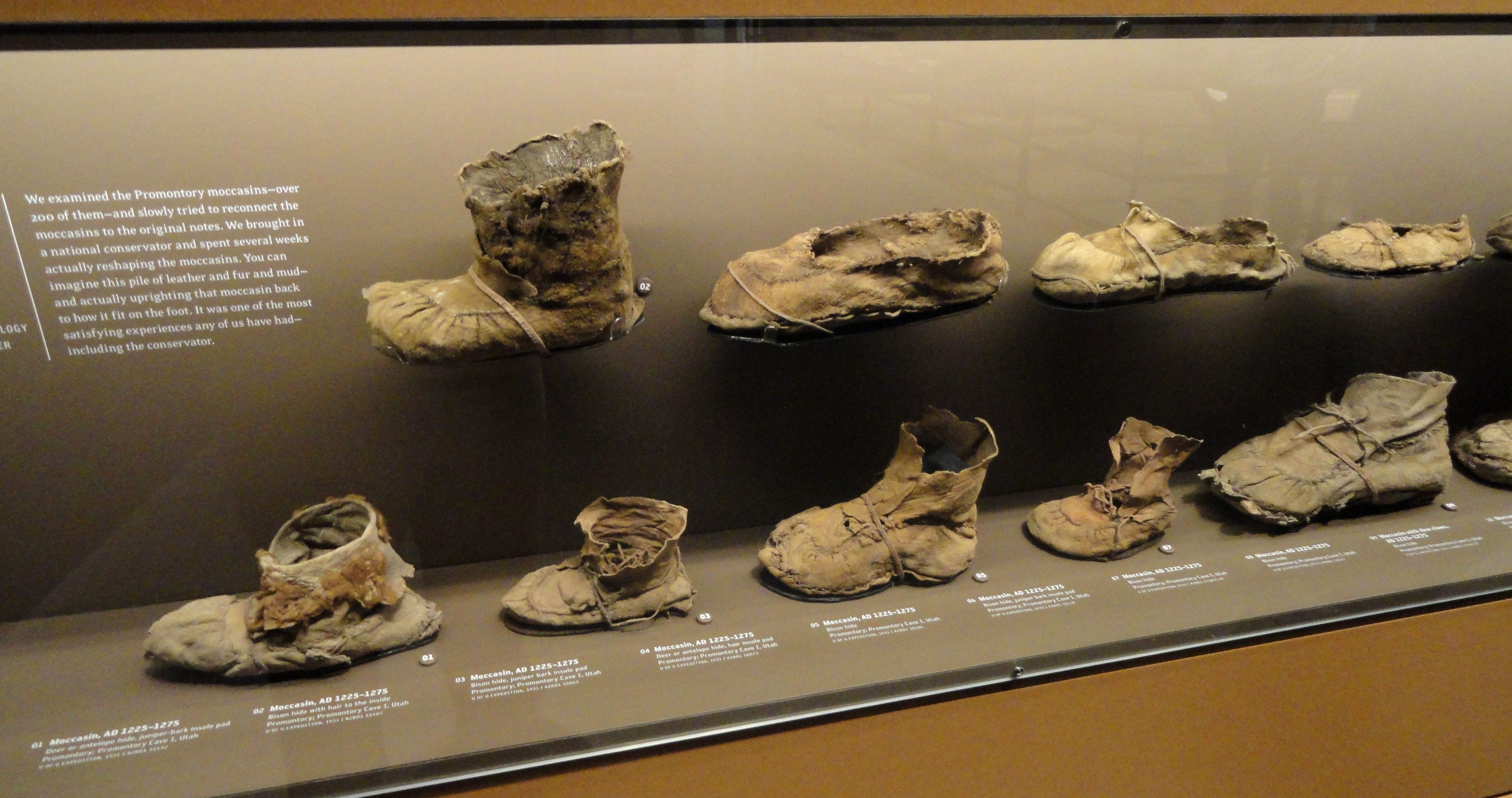
Мокасины из пещеры Промонтори I, Юта, 1225—1275 гг.
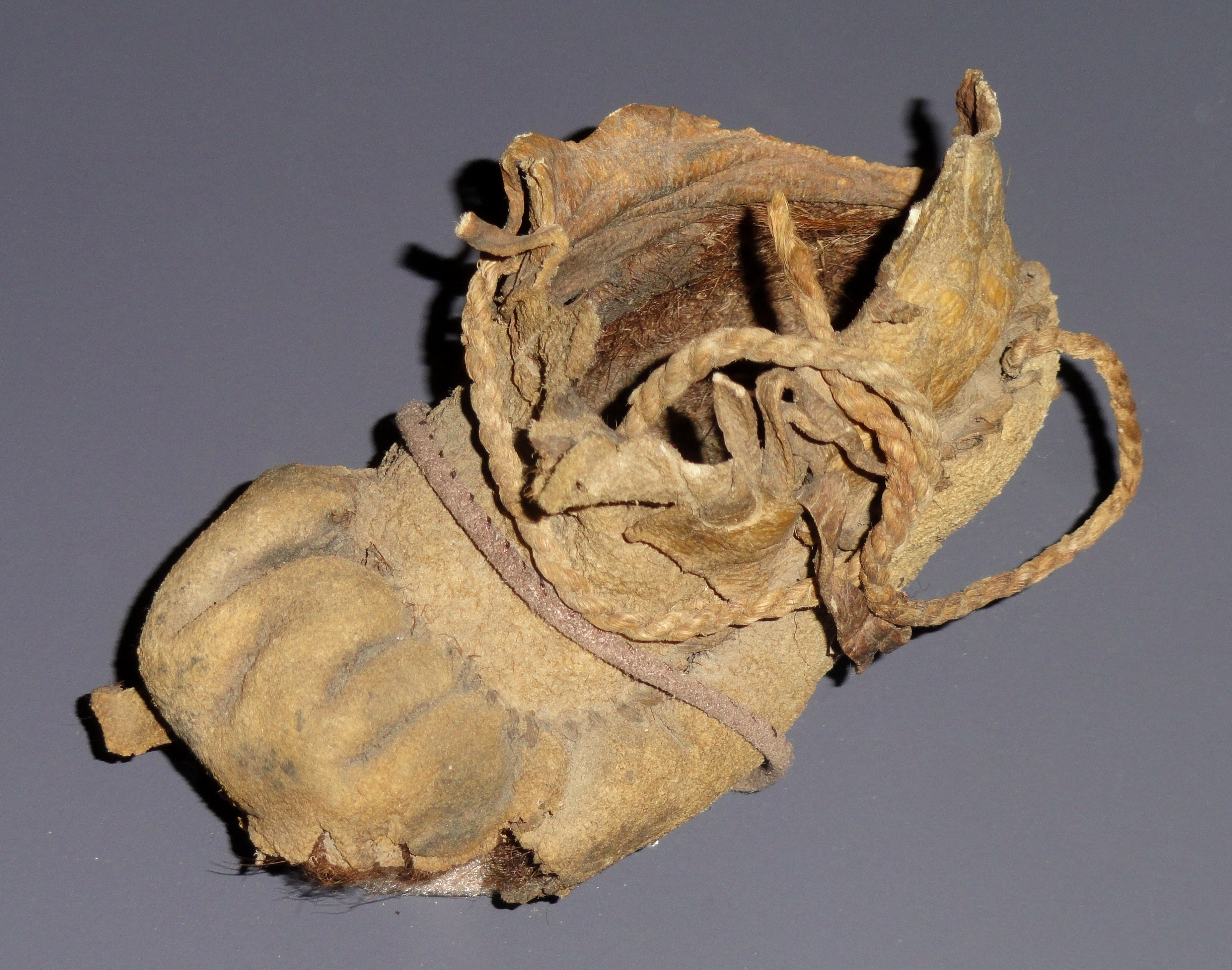
Мокасин стиля «сморщенный носок» из пещеры Промонтори I, Юта, 1225—1275 гг. Шкура бизона шерстью внутрь и шерстяная набивка

## Необычные мокасины
У ирокезов, кроме обычных мокасин, был и своеобразный старинный тип, примитивного носочного (чулочного) мокасина. Для него использовали часть цельной шкуры с голени задней ноги лося, которая имеет подходящую для этого форму. Иногда мокасины делали из задних медвежьих лап, причём вместе с когтями. Похожим образом использовали и когтистые лапы крупных черепах.
На Юго-Западе иногда применяли мокасины с жёсткой круглой подошвой, чтобы было затруднительно определить в какую сторону двигался воин.
Мокасины с жёсткой подошвой могли иметь не кожаный, а парусиновый верх — вариант летней или бедной обуви.
При ремонте мокасин индейцы могли подшивать к ним части от старых европейских ботинок (а именно верхнюю половину с отверстиями для шнуровки).
В резервационный период могли появляться гибриды мокасин и европейских ботинок. Как пара мокасин апачей с кукером и расшитых бисером, но снабжённых на высоких берцах разрезом со шнуровкой, пропущенной через латунные люверсы. Кроме того, добавлены каблуки из толстой коммерческой кожи, которые прибиты через рант железными гвоздями.

## Плетёные мокасины

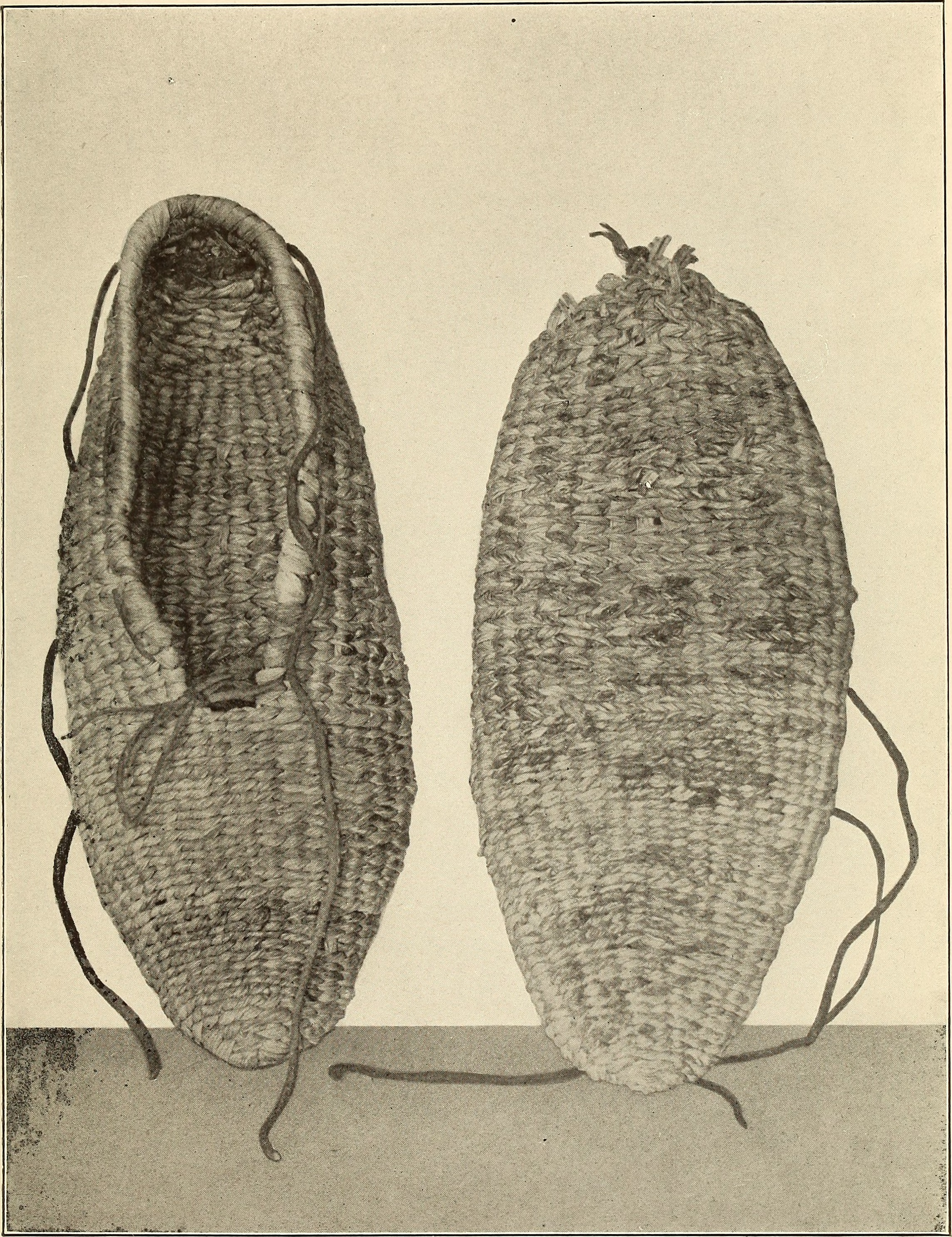
Мокасины, плетённые из обёрток кукурузы. Сенека

У ирокезов и других восточных племён известны плетёные мокасины из листьев кукурузы и древесных волокон. Предполагают, что подобная обувь применялась также для защиты кожаных мокасин. Они имели вид тапочек с более или менее закрытым подъёмом стопы.  Имеется такая находка из пещеры в Кентукки.
На Дальнем Западе, при обилии археологических находок плетёных сандалий доколониального периода в сухих пещерах Большого Бассейна, не было находок образцов плетёных мокасин. Известные по этнографии образцы, возможно, уже испытывали влияние евро-американской обуви.
Плетёные мокасины как вид зимней обуви или обувь для переходов по пересечённой местности или через покрытые коркой снега были известны и на Дальнем Западе: в Калифорнии, Большом Бассейне и на Плато у модоков, нлакапамуков, шошонов, кламатов, пайютов. В общем, это была обувь бедняков, не всегда имевших возможность использовать кожу. Их плели из коры некоторых видов полыни (например, лат. Artemisia tridentata); из разных видов болотных растений: местного вида осоки — tule (лат. Schoenoplectus acutus), ситника; на юге региона (южные пайюты) — из юкки; а также из других трав. В отличие от простых сандалий, они изготовлялись с закрытием подъёма стопы или в виде тапочка и различались по нескольким способам плетения. Существоволи мокасины, выполненные в виде фактически сетки (кламаты, модоки). Носили их, предварительно набив сухой травой. Нлакапамуки делали из полыни не только низкую обувь, но и более высокие ботинки и даже сапоги, доходившие до бёдер. Иногда их украшали маленькими перьями. Ботинки дополняли кожаными деталями: на носке и окаймляли разрез на подъёме, что позволяло сделать обычную шнуровку.
Мокасины, плетённые из осоки, могли носиться непрерывно 10—20 дней, а из полыни — несколько дольше, но они были более трудоёмки в изготовлении. Для трудных переходов могли иметь ещё пару или две про запас. Утепляли их корой, мехом или сухой травой. Считается, что мокасины из полыни лучше держат тепло, даже после промокания.

## Использование мокасин

### При сырой погоде
Тонкая пористая сыромять мокасин легко промокает, но их и сравнительно легко высушить. Обычно их подвешивают над очагом, где они дополнительно обрабатываются дымом. Ещё быстрее сохнет грубое полотно, из которого часто делали манжеты. Для защиты от воды мокасины иногда шили из шкуры мехом наружу. При этом это тоже была сыромять. Плохая влагостойкость мокасин вынуждала индейцев сразу с таянием снега ходить босиком. Европейцы же переходили с мокасин на обычные ботинки.

### Зимой
Зависит от региона, но всё же на большей части Северной Америки дополнительное утепление кожаных мокасин было нехарактерно. В северных районах зимой носят мокасины из шкуры с шерстью — мехом внутрь, что наблюдается и в древнейших сохранившихся образцах, сделанных из шкуры бизона. Причём меховые мокасины предпочитали женщины. В более холодных местностях и кожаные мокасины утепляли. Для этого их делали больше размером. Люди победней для стелек клали траву или кору полыни. Более состоятельные применяли куски шкуры медведя, бизона, кролика или других животных, целую шкурку ондатры, причём шерстью к ноге. Вставками служили и примитивные мокасины из одеяла или просто куски старого одеяла, сложенные в два или три слоя. Эти вкладки дополняли и набивкой лосиной шерстью. Также могли надеть сразу две пары мокасин.
В кожаные мокасины надевали и сейчас надевают носки сшитые из тонкой кожи, из меха сурка или кролика. Нлакапамуки носили также чулки до колен, обычно из оленьей шкуры с волосами внутри. К концу XIX в. они также начали вязать чулки из грубой шерсти двух цветов. Индейцы обходятся зимой и без носков, но при этом мокасины делают из кожи двойной толщины. На Плато ткали носки из шерсти бизона или медведя, а также полыни и травы. Некоторые из таких плетёных носков имеют закрытые пятки, а спереди — завязки. Внутри они дополнены рыхлой корой полыни. Другие плетёные носки открыты на пятке и имеют язычок спереди. В настоящее время в северных канадских лесах зимой также используют по нескольку вкладок из тонкого фетра, которые имеют такой же покрой, как и сами мокасины.
Утепление применялось для плетёной обуви. Зимой в плетёные мокасины набивали шерсть, сухую болотную траву, волокна полыни, вставляют меховые стельки. В мягкую погоду обходились только набивкой под ступню, а в холод утепляли также и верхнюю часть, например, волокнами полыни.

### Другие особенности
Племена северо-восточных лесов (оджибве и другие) иногда привязывали меховые полосы к подошвам мокасин, чтобы те не скользили по льду. А нлака-памуки для ходьбы по скользкой земле к подошве мокасина пришивали две полоски кожи крест-накрест.
Многие мокасины имеют очень длинный подъём и соответственно маленькую горловину. Чтобы надеть такой мокасин, нужно прижать к подошве заднюю часть и вставить стопу до упора, как в шлёпанец, а затем уже натянуть задник.
У мокасин обычно имеются щели между язычком и боковинами, куда может попадать мусор и снег, но замечено, что на некоторых мокасинах, носимых белыми, в эти места вшивали кожаные треугольнички. Также они могли делать внутренние матерчатые подкладки-вкладыши, что индейцы не практиковали.
Чтобы новые мокасины скорее приняли форму ступни, иногда начинают носить новую пару с ещё не просохшими подошвами (сиу, кроу). Также мокасины могут разнашиваться в процессе носки. И, например, женщины кроу, которые предпочитали тугие мокасины, перекраивали их для себя по нескольку раз.

## Типы обуви народов Северной Америки
| Обувь коренных народов Северной Америки до XX века | Обувь коренных народов Северной Америки до XX века | Обувь коренных народов Северной Америки до XX века | Обувь коренных народов Северной Америки до XX века | Обувь коренных народов Северной Америки до XX века | Обувь коренных народов Северной Америки до XX века | Обувь коренных народов Северной Америки до XX века | Обувь коренных народов Северной Америки до XX века | Обувь коренных народов Северной Америки до XX века |
| Народ                                              | Всегда босые                                       | Часто босые                                        | Болотные мокасины                                  | С мягкой подошвой                                  | С подшивной жёсткой подошвой                       | С жёсткой подошвой                                 | Плетёные мокасины                                  | Сандалии                                           |
| Юго-Восток                                         | Юго-Восток                                         | Юго-Восток                                         | Юго-Восток                                         | Юго-Восток                                         | Юго-Восток                                         | Юго-Восток                                         | Юго-Восток                                         | Юго-Восток                                         |
| -------------------------------------------------- | -------------------------------------------------- | -------------------------------------------------- | -------------------------------------------------- | -------------------------------------------------- | -------------------------------------------------- | -------------------------------------------------- | -------------------------------------------------- | -------------------------------------------------- |
| Алабама                                            |                                                    | ✓                                                  | ✓                                                  |                                                    |                                                    |                                                    |                                                    |                                                    |
| Каддо                                              |                                                    | ✓                                                  | ✓                                                  |                                                    |                                                    |                                                    |                                                    |                                                    |
| Калуса                                             | ✓                                                  |                                                    |                                                    |                                                    |                                                    |                                                    |                                                    |                                                    |
| Чероки                                             |                                                    | ✓                                                  | ✓                                                  | ✓                                                  |                                                    |                                                    |                                                    |                                                    |
| Чикасо                                             |                                                    | ✓                                                  |                                                    | ✓                                                  |                                                    |                                                    |                                                    |                                                    |
| Чокто                                              |                                                    | ✓                                                  |                                                    | ✓                                                  |                                                    |                                                    |                                                    |                                                    |
| Крики                                              |                                                    | ✓                                                  | ✓                                                  | ✓                                                  |                                                    |                                                    |                                                    |                                                    |
| Начтезы                                            |                                                    | ✓                                                  |                                                    | ✓                                                  |                                                    |                                                    |                                                    |                                                    |
| Семинолы                                           |                                                    | ✓                                                  | ✓                                                  | ✓                                                  |                                                    |                                                    |                                                    |                                                    |
| Сиуанские народы востока                           |                                                    | ✓                                                  | ✓                                                  |                                                    |                                                    |                                                    |                                                    |                                                    |
| Тимуква                                            | ✓                                                  |                                                    |                                                    |                                                    |                                                    |                                                    |                                                    |                                                    |
| Ючи                                                |                                                    | ✓                                                  | ✓                                                  |                                                    |                                                    |                                                    |                                                    |                                                    |
| Северо-Восток                                      |                                                    |                                                    |                                                    |                                                    |                                                    |                                                    |                                                    |                                                    |
| Абенаки                                            |                                                    |                                                    |                                                    | ✓                                                  |                                                    |                                                    |                                                    |                                                    |
| Лесные оджибве                                     |                                                    |                                                    |                                                    | ✓                                                  |                                                    |                                                    |                                                    |                                                    |
| Делавары                                           |                                                    |                                                    |                                                    | ✓                                                  |                                                    |                                                    |                                                    |                                                    |
| Фоксы                                              |                                                    |                                                    |                                                    | ✓                                                  |                                                    |                                                    |                                                    |                                                    |
| Гуроны                                             |                                                    |                                                    |                                                    | ✓                                                  |                                                    |                                                    |                                                    |                                                    |
| Ирокезы                                            |                                                    |                                                    |                                                    | ✓                                                  | ✓                                                  |                                                    | ✓                                                  |                                                    |
| Меномини                                           |                                                    |                                                    |                                                    | ✓                                                  |                                                    |                                                    |                                                    |                                                    |
| Майами                                             |                                                    |                                                    |                                                    | ✓                                                  |                                                    |                                                    |                                                    |                                                    |
| Оттава                                             |                                                    |                                                    |                                                    | ✓                                                  |                                                    |                                                    |                                                    |                                                    |
| Пенобскот                                          |                                                    |                                                    |                                                    | ✓                                                  |                                                    |                                                    |                                                    |                                                    |
| Потаватоми                                         |                                                    |                                                    |                                                    | ✓                                                  |                                                    |                                                    |                                                    |                                                    |
| Сауки                                              |                                                    |                                                    |                                                    | ✓                                                  |                                                    |                                                    |                                                    |                                                    |
| Шауни                                              |                                                    |                                                    |                                                    | ✓                                                  |                                                    |                                                    | ✓                                                  |                                                    |
| Виннебаго                                          |                                                    |                                                    |                                                    | ✓                                                  |                                                    |                                                    |                                                    |                                                    |
| Племена Виргинии                                   |                                                    | ✓                                                  |                                                    | ✓                                                  | ✓                                                  |                                                    |                                                    |                                                    |
| Повхатаны                                          |                                                    | ✓                                                  | ✓                                                  |                                                    |                                                    |                                                    |                                                    |                                                    |
| Секотаны                                           |                                                    | ✓                                                  |                                                    | ✓                                                  |                                                    |                                                    |                                                    |                                                    |
| Равнины                                            |                                                    |                                                    |                                                    |                                                    |                                                    |                                                    |                                                    |                                                    |
| Арапахо                                            |                                                    |                                                    |                                                    | ✓                                                  |                                                    | ✓                                                  |                                                    |                                                    |
| Арикара                                            |                                                    |                                                    |                                                    | ✓                                                  |                                                    |                                                    |                                                    |                                                    |
| Ассинибойны                                        |                                                    |                                                    |                                                    | ✓                                                  |                                                    | ✓                                                  |                                                    |                                                    |
| Черноногие                                         |                                                    |                                                    |                                                    | ✓                                                  |                                                    | ✓                                                  |                                                    |                                                    |
| Шайенны                                            |                                                    |                                                    |                                                    | ✓                                                  |                                                    | ✓                                                  |                                                    |                                                    |
| Команчи                                            |                                                    |                                                    |                                                    | ✓                                                  |                                                    | ✓                                                  |                                                    |                                                    |
| Кроу                                               |                                                    |                                                    |                                                    | ✓                                                  |                                                    | ✓                                                  |                                                    |                                                    |
| Куапо                                              |                                                    |                                                    |                                                    | ✓                                                  | ✓                                                  |                                                    |                                                    |                                                    |
| Дакота                                             |                                                    |                                                    |                                                    | ✓                                                  |                                                    | ✓                                                  |                                                    |                                                    |
| Айова                                              |                                                    |                                                    |                                                    | ✓                                                  |                                                    | ✓                                                  |                                                    |                                                    |
| Кайова                                             |                                                    |                                                    |                                                    | ✓                                                  |                                                    | ✓                                                  |                                                    |                                                    |
| Манданы                                            |                                                    |                                                    |                                                    | ✓                                                  |                                                    | ✓                                                  |                                                    |                                                    |
| Омаха                                              |                                                    |                                                    |                                                    | ✓                                                  |                                                    |                                                    |                                                    |                                                    |
| Осейджи                                            |                                                    |                                                    |                                                    | ✓                                                  |                                                    | ✓                                                  |                                                    |                                                    |
| Пауни                                              |                                                    |                                                    |                                                    | ✓                                                  | ✓                                                  |                                                    |                                                    |                                                    |
| Равнинные кри                                      |                                                    |                                                    |                                                    | ✓                                                  |                                                    | ✓                                                  |                                                    |                                                    |
| Лакота                                             |                                                    |                                                    |                                                    | ✓                                                  |                                                    | ✓                                                  |                                                    |                                                    |
| Племена Техаса                                     |                                                    | ✓                                                  |                                                    | ✓                                                  |                                                    | ✓                                                  |                                                    | ✓                                                  |
| Юго-Запад                                          |                                                    |                                                    |                                                    |                                                    |                                                    |                                                    |                                                    |                                                    |
| Западные апачи, Чирикауа-апачи, Хикарилья-апачи    |                                                    |                                                    |                                                    |                                                    |                                                    | ✓                                                  |                                                    |                                                    |
| Мескалеро-апачи                                    |                                                    |                                                    |                                                    |                                                    |                                                    | ✓                                                  |                                                    | ✓                                                  |
| Таос-Пуэбло, Хемес-Пуэбло                          |                                                    |                                                    |                                                    |                                                    |                                                    | ✓                                                  |                                                    |                                                    |
| Акома-пуэбло                                       |                                                    | ✓                                                  |                                                    |                                                    |                                                    | ✓                                                  |                                                    |                                                    |
| Хопи-пуэбло                                        |                                                    | ✓                                                  |                                                    |                                                    |                                                    | ✓                                                  |                                                    | ✓                                                  |
| Навахо                                             |                                                    |                                                    |                                                    |                                                    |                                                    | ✓                                                  |                                                    |                                                    |
| Пима                                               |                                                    | ✓                                                  |                                                    |                                                    |                                                    |                                                    |                                                    | ✓                                                  |
| Большой Бассейн                                    |                                                    |                                                    |                                                    |                                                    |                                                    |                                                    |                                                    |                                                    |
| Северные пайюты                                    |                                                    |                                                    |                                                    | ✓                                                  |                                                    |                                                    | ✓                                                  | ✓                                                  |
| Шошоны                                             |                                                    | ✓                                                  |                                                    |                                                    |                                                    | ✓                                                  | ✓                                                  |                                                    |
| Южные пайюты                                       |                                                    | ✓                                                  |                                                    |                                                    |                                                    | ✓                                                  | ✓                                                  | ✓                                                  |
| Юты                                                |                                                    | ✓                                                  |                                                    |                                                    |                                                    | ✓                                                  |                                                    | ✓                                                  |
| Плато                                              |                                                    |                                                    |                                                    |                                                    |                                                    |                                                    |                                                    |                                                    |
| Кламаты/модоки                                     |                                                    |                                                    |                                                    | ✓                                                  |                                                    | ✓                                                  | ✓                                                  |                                                    |
| Кайюсы                                             |                                                    |                                                    |                                                    | ✓                                                  |                                                    |                                                    |                                                    |                                                    |
| Нлакапамук (томпсон)                               |                                                    |                                                    |                                                    | ✓                                                  |                                                    | ✓                                                  | ✓                                                  |                                                    |
| Модоки                                             |                                                    |                                                    |                                                    | ✓                                                  | ✓                                                  |                                                    | ✓                                                  |                                                    |
| Река Колумбия                                      |                                                    |                                                    |                                                    | ✓                                                  |                                                    |                                                    |                                                    |                                                    |
| Флатхеды                                           |                                                    |                                                    |                                                    | ✓                                                  |                                                    |                                                    |                                                    |                                                    |
| Внутренние Салиши                                  |                                                    |                                                    |                                                    | ✓                                                  |                                                    |                                                    |                                                    |                                                    |
| Кутенаи                                            |                                                    |                                                    |                                                    | ✓                                                  |                                                    |                                                    |                                                    |                                                    |
| Не-персе                                           |                                                    |                                                    |                                                    | ✓                                                  |                                                    | ✓                                                  |                                                    |                                                    |
| Васко-вишрам                                       |                                                    | ✓                                                  |                                                    | ✓                                                  |                                                    |                                                    |                                                    |                                                    |
| Якима                                              |                                                    | ✓                                                  |                                                    | ✓                                                  |                                                    |                                                    |                                                    |                                                    |
| Калифорния                                         |                                                    |                                                    |                                                    |                                                    |                                                    |                                                    |                                                    |                                                    |
| Атабаски                                           |                                                    | ✓                                                  |                                                    | ✓                                                  |                                                    |                                                    |                                                    |                                                    |
| Чумаши                                             |                                                    | ✓                                                  |                                                    |                                                    |                                                    |                                                    |                                                    | ✓                                                  |
| Олони                                              | ✓                                                  |                                                    |                                                    |                                                    |                                                    |                                                    |                                                    |                                                    |
| Хупа                                               |                                                    | ✓                                                  |                                                    | ✓                                                  |                                                    |                                                    |                                                    |                                                    |
| Майду                                              |                                                    | ✓                                                  |                                                    | ✓                                                  |                                                    |                                                    |                                                    |                                                    |
| Индейцы миссий                                     |                                                    | ✓                                                  |                                                    | ✓                                                  |                                                    |                                                    |                                                    | ✓                                                  |
| Мивок                                              |                                                    | ✓                                                  |                                                    |                                                    |                                                    |                                                    | ✓                                                  |                                                    |
| Мохаве                                             |                                                    | ✓                                                  |                                                    |                                                    |                                                    |                                                    |                                                    | ✓                                                  |
| Помо                                               |                                                    | ✓                                                  |                                                    | ✓                                                  |                                                    |                                                    |                                                    |                                                    |
| Шаста                                              |                                                    | ✓                                                  |                                                    | ✓                                                  |                                                    |                                                    |                                                    |                                                    |
| Винту                                              |                                                    | ✓                                                  |                                                    |                                                    |                                                    |                                                    |                                                    | ✓                                                  |
| Яна/яхи                                            |                                                    |                                                    |                                                    | ✓                                                  |                                                    |                                                    |                                                    |                                                    |
| Йокутс                                             |                                                    | ✓                                                  |                                                    | ✓                                                  |                                                    |                                                    |                                                    |                                                    |
| Юки                                                | ✓                                                  |                                                    |                                                    |                                                    |                                                    |                                                    |                                                    |                                                    |
| Юма                                                |                                                    | ✓                                                  |                                                    |                                                    |                                                    |                                                    |                                                    | ✓                                                  |
| Юрок                                               |                                                    | ✓                                                  |                                                    | ✓                                                  |                                                    |                                                    |                                                    |                                                    |
| Северо-Западное побережье                          |                                                    |                                                    |                                                    |                                                    |                                                    |                                                    |                                                    |                                                    |
| Бела-кула                                          |                                                    | ✓                                                  |                                                    | ✓                                                  |                                                    |                                                    |                                                    |                                                    |
| Чинуки                                             | ✓                                                  |                                                    |                                                    |                                                    |                                                    |                                                    |                                                    |                                                    |
| Прибрежные салиши                                  |                                                    | ✓                                                  |                                                    |                                                    |                                                    |                                                    |                                                    |                                                    |
| Хайда                                              |                                                    | ✓                                                  |                                                    | ✓                                                  |                                                    |                                                    |                                                    |                                                    |
| Квакиутл                                           | ✓                                                  |                                                    |                                                    |                                                    |                                                    |                                                    |                                                    |                                                    |
| Нутка/маках                                        |                                                    | ✓                                                  |                                                    | ✓                                                  |                                                    |                                                    |                                                    |                                                    |
| Орегон, внутренний и побережье                     |                                                    | ✓                                                  |                                                    | ✓                                                  |                                                    |                                                    |                                                    |                                                    |
| Залив Пьюджет                                      |                                                    | ✓                                                  |                                                    | ✓                                                  |                                                    |                                                    |                                                    |                                                    |
| Квинолт                                            | ✓                                                  |                                                    |                                                    |                                                    |                                                    |                                                    |                                                    |                                                    |
| Тлинкиты                                           |                                                    | ✓                                                  |                                                    | ✓                                                  |                                                    |                                                    |                                                    |                                                    |
| Цимшиан                                            |                                                    | ✓                                                  |                                                    | ✓                                                  |                                                    |                                                    |                                                    |                                                    |
| Вашингтон, побережье                               |                                                    |                                                    |                                                    | ✓                                                  |                                                    |                                                    |                                                    |                                                    |
| Аляска и север Канады                              |                                                    |                                                    |                                                    |                                                    |                                                    |                                                    |                                                    |                                                    |
| Атабаски                                           |                                                    |                                                    |                                                    | ✓                                                  |                                                    |                                                    |                                                    |                                                    |
| Северное побережье                                 |                                                    |                                                    |                                                    |                                                    |                                                    |                                                    |                                                    |                                                    |
| Алеуты                                             |                                                    | ✓                                                  |                                                    | ✓                                                  |                                                    |                                                    |                                                    |                                                    |
| Эскимосы                                           |                                                    |                                                    |                                                    | ✓                                                  |                                                    | ✓                                                  |                                                    |                                                    |

## Современные соответствия
Современная обувь, которую принято называть мокасинами — это несколько видов низкой или высокой обуви, имеющей определённое сходство с некоторыми традиционными мокасинами.
Наиболее распространены лёгкие туфли в виде низких мокасин, отличающиеся вставкой-язычком на подъёме, пришитой выступающим наружным швом; часто вокруг горловины пропущен декоративный шнурок; иногда имеется нарезка-бахрома и другие декоративные элементы. В какой-то мере к ним близка универсальная другая обувь мокасинного стиля со сплошной толстой подошвой — лоферы и топ-сайдеры. Многие образцы перечисленных моделей являются обувью унисекс.
Имеют вид низких мокасин с мягкой подошвой модели, первоначально предназначавшиеся для водителей автомобилей. Их тонкая гибкая подошва, усилена небольшими резиновыми накладками.
Ту обувь, которая оформлена по мотивам традиционных мокасин, относят к стилям бохо-хиппи, вестерн, кантри и, соответственно, к индейскому. Преимущественно она является женской. К такой относятся образцы с традиционными высокими манжетами, шнурками-обмотками и бисерной вышивкой. Тем не менее они всегда снабжаются толстой подошвой из современного материала. Выпускаются также современные варианты мокасин-сапог стиля plainsman со шнуровкой, которая расположена сейчас не всегда спереди, но иногда и сбоку (ещё более отдалённые от традиции образцы могут зашнуровываться и сзади). Многие сапоги обильно украшаются бахромой, иногда поверху стянутой оплёткой из длинных шнурков.
Недавно появившийся вид обуви wrap boots (англ. wrap — завёртывать, закутывать) представляет собой перенос в современность особенностей мокасин Юго-запада, как не очень высоких, с запахивающимися краями, так и с высокими ленточными обмотками. Используется обвязывание длинными ремешками. Иногда подобная обувь, с меховыми голенищами, имеет ещё дополнительное название — Muks, Muk Luks, Manitobah Mukluks (от эскимосской обуви маклак).
2019 год отмечен появлением пока ещё не ставшего популярным стиля женских сапог с очень высокими и предельно высокими голенищами из мягкой замши, собирающимися в складки. Это напоминает индейские женские мокасины с самыми высокими леггинами или так же опускающиеся складками мужские мокасины-сапоги.
В Новой Зеландии и Австралии мокасинами называют обувь стригалей овец. Изготавливаются они из обычной кожи или же из искусственного меха, шерстью наружу. Покрой как у мокасин с мягкой подошвой. Имеется или просто зашнурованный центральный шов со складками, или на носке он дополнен поперечным швом с очень крупными складками. У меховых мокасин подъём прикрывает запахивающийся набок широкий клапан, предохраняющий шнуровку от зацепа гребёнкой стригальной машины. В настоящее время выпускаются аналоги из синтетического войлока (что позволяет их стирать), имеющие сбоку металлическую застёжку клапана и противоскользящее покрытие на подошвах.

## Комментарии
1. ↑  Ранняя форма написания — moccason (Stoutenburgh J. Jr. Dictionary of the American Indian. — New York: Wings Books, 1990. — P. 252. — ISBN 0-517-69416-6).
2. ↑  Возможно, от виргинских повхатанов в 1605—1615 гг.
3. ↑  Но современные туфли-мокасины, наоборот, выделяются своей конструкцией.
4. ↑  Так отмечалось, что в племени натчезов мокасины использовали только при длительных путешествиях.
5. ↑  Утверждается, что эти кожи ориентировали гладкой лицевой стороной внутрь, хотя мокасины восточных племён из довольно толстой покупной кожи всё же сшиты лицевой стороной наружу.
6. ↑  На Юго-Западе могли использовать пучки волокон агавы с колючкой на конце
7. ↑  Shaped sole (англ.) — cфомированная подошва. Такие подошвы могут иметь как полностью гладкие бока, так и присборенные носок и пятку.
8. ↑  Хотя оджибве их называли bĭne´odisi’makizĭn´ (где bĭne — куропатка или рябчик; odisi — желудок, нутро, брюхо, потроха; makizĭn — мокасин). Причём их шили для детей и делали пообъёмней, чтобы была возможность утеплять зимой.
9. ↑  Эти вставки иногда также называют язычками, а у обувщиков они — союзки.
10. ↑  Но и мокасины с союзками, видимо, тоже нельзя исключить из этой группы.
11. ↑  Часто рисунки в описаниях неверно показывают способ сшивания подошвы и верха.
12. ↑  Видимо, впервые эту идею опубликовал Джулиан Харрис Саломон в 1928 г. в книге для бойскаутов. Далее имелись лишь перепечатки в подобной же литературе.
13. ↑  Shaped sole (англ.) — cфомированная подошва. Такие дополнительные подошвы могут иметь как полностью гладкие бока, так и присборенные носок и пятку.
14. ↑  Иногда даже пару мокасин пришивали к спине рубахи, чтобы не остаться без обуви если в походе будет потерян груз.
15. ↑  Но Hatt Gudmund считает, что они произошли от кожаных сандалий с ремешками.
16. ↑  Shaped sole (англ.) — cфомированная подошва. Такие подошвы могут иметь как полностью гладкие бока, так и присборенные носок и пятку.
17. ↑  Так эскимосы называли как любого индейца или всех атабасков, так и собственно племя ингаликов (Дег-хитан).
18. ↑  Покрой как с жёсткой подошвой, но для подошвы бралась такая же кожа, как и для верха.
19. ↑  Лицевая поверхность монеты делалась выпуклой стачиванием, а с обратной стороны оставалось изображение. Более мягкое, то есть легче обрабатываемое, серебро мексиканских монет ценилось выше, чем американских.
20. ↑  Применялась белая глина (каолин).
21. ↑  Доступные фото и описание не очень информативны.
22. ↑  Подобные мокасины позднее были известны у ирокезов.
23. ↑  Чероки, около 1910 г.